# أشباه أفيونيات
أشباه الأفيونيات (بالإنجليزية: Opioid) يطلق عليها أيضاً المسكّنات الأفيونية وهي المواد التي عند وصولها إلى المستقبلات الأفيونية، لها تأثيرات مشابهة لتلك الخاصة بالمورفين. أشباه الأفيونيات ترتبط بمستقبلات الأفيونيات والتي توجد في الجهاز العصبي المركزي والجهاز العصبي المحيطي والقناة الهضمية؛ وتنتج آثار شبيهة بتأثير مورفين. هذه المستقبلات ستحفز تأثيرات إيجابية بسبب أشباه الأفيونيات بالإضافة لتأثيرات عقلية وآثار جانبية أخرى. طبيا يتم استخدامها في المقام الأول لتخفيف الآلام، بما في ذلك التخدير. تشمل الاستخدامات الطبية الأخرى قمع الإسهال، والعلاج البديل لاضطراب استخدام المواد الأفيونية، وعكس جرعة زائدة من المواد الأفيونية، وقمع السعال. تمت الموافقة على المواد الأفيونية القوية للغاية مثل carfentanil للاستخدام البيطري فقط. كثيرا ما تستخدم المواد الأفيونية بشكل غير طبي لتأثيراتها البهيجة أو لمنع الانسحاب.
تُستخدَم طبيًّا لتخفيف الألم، بما يشمل التخدير. تشمل الاستخدامات الطبية الأخرى: إيقاف الإسهال، والعلاج التعويضي لاضطراب تعاطي المواد الأفيونية، وعكس تأثير الجرعة المفرطة للافيون، ومنع الكحة، ومنع الإمساك الذي يسببه الافيون.
قد تشمل الآثار الجانبية للمواد الأفيونية الحكة، والتخدير، والغثيان، والاكتئاب التنفسي، والإمساك، والنشوة. يمكن أن يتسبب الاستخدام طويل الأمد في التسامح، مما يعني أن الجرعات الزائدة مطلوبة لتحقيق نفس التأثير، والاعتماد الجسدي، مما يعني أن التوقف المفاجئ عن تناول الدواء يؤدي إلى أعراض انسحاب مزعجة. تجذب النشوة الاستخدام الترفيهي، وعادة ما يؤدي الاستخدام الترفيهي المتكرر والمتصاعد للمواد الأفيونية إلى الإدمان. يؤدي تناول جرعة زائدة أو استخدام متزامن مع أدوية أخرى مثبطة للهبوط مثل البنزوديازيبينات أو الكحول إلى الوفاة بسبب الاكتئاب التنفسي.
تعمل الافيونات بالارتباط بمستقبلات الافيون، والتي توجد بشكل رئيسي في الجهاز العصبي المركزي والطرفي والجهاز الهضمي. تتوسط هذه المستقبلاتُ الآثارَ الجسمية والنفسيّة للافيون. تشمل الأدوية الافيونية: الناهضة بشكل جزئي (أي تزيد مفعول الدواء)، مثل: لوبيراميد المانع للإسهال، والأدوية المضادة (تقلل من مفعول الدواء)، مثل: نالوكسيجول والذي يستخدم لعلاج الإمساك الذي يسببه الافيون، والذي لا يعبر الحاجز الدموي الدماغي ولكنه يستطيع منع افيونات أخرى من الارتباط بمستقبلات.
يموت 69000 شخص في جميع أنحاء العالم بسبب جرعة زائدة من المواد الأفيونية كل عام و 15 مليون شخص يعانون من إدمان المواد الأفيونية.
مع الاستخدام المستمر سينشأ التحمل والاعتماد (الإدمان)؛ مما يتطلب زيادة الجرعة؛ وقد يسبب متلازمة الانسحاب عند التوقف المفاجئ. يسبب الابتهاج الاستخدام الترفيهيّ، والاستخدام الترفيهيّ المتزايد والمتكرر للافيون يؤدي إلى الإدمان. الجرعة الزائدة أو استخدامها المتزامن مع الأدوية المسببة للاكتئاب يسبب الموت بسبب نقص التهوية.
نظرًا لأن المواد الأفيونية تسبب الإدمان وقد تؤدي إلى جرعة زائدة مميتة، فإن معظمها مواد خاضعة للرقابة. في عام 2013، استخدم ما بين 28 و 38 مليون شخص المواد الأفيونية بشكل غير مشروع (0.6٪ إلى 0.8٪ من سكان العالم الذين تتراوح أعمارهم بين 15 و 65 عامًا). في عام 2011، استخدم ما يقدر بنحو 4 ملايين شخص في الولايات المتحدة المواد الأفيونية للترفيه أو كانوا معتمدين عليها. اعتبارًا من عام 2015، تُعزى زيادة معدلات الاستخدام الترفيهي والإدمان إلى الإفراط في وصف الأدوية الأفيونية والهيروين غير المشروع غير المكلف. على العكس من ذلك، فإن المخاوف من الإفراط في وصف الأدوية والآثار الجانبية المبالغ فيها والإدمان من المواد الأفيونية تُلقى باللوم بالمثل على سوء علاج الألم.
الافيونات الفعالة بقوة، مثل: كارفينتانيل، تمت الموافقة عليها فقط للاستخدامات البيطريّة. وكذلك تُستخدم الافيونات في المجالات غير الطبية بسبب آثارها المسببة للابتهاج أو منع الأعراض الانسحابيّة.

## المصطلح
تتضمن أشباه الأفيونيات الأفيونات، وهو مصطلح قديم يشير إلى الأدوية المشتقة من الأفيون بما في ذلك المورفين نفسه. أشباه الأفيونات الأخرى هي عقاقير شبه اصطناعية أو اصطناعية مثل الهيدروكودون والأوكسيكودون والفنتانيل أوالأدوية المضادة مثل النالوكسون أوالببتيدات داخلية المنشأ مثل الإندورفين. أحيانًا ما يتم استخدام المصطلحين الأفيون أو المخدر كمرادفات لأشباه الأفيونات، بينما تقتصر الأفيونات بشكل صحيح على أشباه القلويات الطبيعية الموجودة في راتين خشخاش الأفيون على الرغم من أن بعض الأفبونات يحتوي على مشتقات شبه اصطناعية.
بينما مصطلح المخدرة فيشتق من الكلمات الإنجليزية التي تعني «التنميل» أو «النوم»، كمصطلح قانوني أمريكي فهو يشير إلى الكوكايين وأشباه الأفيونات ومصدرها. كما يتم تطبيقه بشكل واسع على أي عقار ذو تأثير نفسي غير قانوني أو خاضع للرقابة، في بعض الولايات القضائية تُصنف جميع الأدوية الخاضعة للرقابة على أنها مخدرات.

## الاستخدامات الطبية
تُستخدم هذه الفئة من المسكّنات عادةً لتسكين الآلام الشديدة والحادّة كآلام السرطان أو المغص الكلوي، ولا تُوصف إلا من قبل الطبيب وبجرعات مضبوطة بدقّة، بسبب قابليتها العالية للإدمان ولتجنب حصول فرط جرعة قد يُفضي إلى الوفاة في بعض الحالات.

### الألم
يستخدم الكودايين الشبه أفيوني الضعيف بجرعات منخفضة مع دواء آخر أو أكثر بشكل شائع بدون وصفة طبية ويمكن استخدامه لعلاج الألم الخفيف، وعادة ما تُدخر أشباه الأفيونات الأخرى للتخفيف من الآلام المتوسطة والشديدة.

### الألم الحاد
تُعد أشباه الأفيونات فعالة في علاج الآلام الحادة (مثل الألم بعد الجراحة).
للتخفيف الفوري من الآلام الحادة المتوسطة والشديدة، غالبًا ما تكون أشباه الأفيونات هي العلاج المفضل. هذا بسبب ظهورها السريع وفعاليتها ومخاطر الاعتماد عليها القليلة. ومع ذلك أظهر تقرير جديد وجود خطر واضح من استخدام أشباه الأفيونات لفترات طويلة عند البدء في استخدام أشباه الأفيونات لتسكين الألم الحاد بعد الجراحة أو الصدمة. وقد وُجِد أيضًا أنها مهمة في الرعاية التلطيفية للمساعدة في الألم الشديد والمزمن والمسبب للعجز الذي قد يحدث في بعض الحالات المطرافية مثل السرطان والحالات التنكسية مثل التهاب المفاصل الروماتويدي.
في كثير من الحالات تعتبر أشباه الأفيونات إستراتيجية رعاية طويلة الأمد ناجحة لمن يعانون من آلام السرطان المزمنة.
سنت أكثر من نصف الولايات الأمريكية بقليل قانونًا يقيد وصف أو صرف المواد الأفيونية للألم الحاد.

### الآلام المزمنة غير السرطانية
اقترحت المبادئ التوجيهية أن خطر المواد الأفيونية من المحتمل أن يكون أكبر من فوائدها عند استخدامها في معظم الحالات المزمنة غير السرطانية بما في ذلك الصداع وآلام الظهر والفيبروميالغيا. وبالتالي، يجب استخدامها بحذر في الآلام المزمنة غير السرطانية. في حالة استخدامها، يجب إعادة تقييم الفوائد والأضرار كل ثلاثة أشهر على الأقل.
في علاج الألم المزمن، تعتبر المواد الأفيونية خيارًا يمكن تجربته بعد أخذ مسكنات الألم الأخرى الأقل خطورة في الاعتبار. وهذا يشمل الباراسيتامول / الأسيتامينوفين أو مضادات الالتهاب غير الستيروئيدية مثل الإيبوبروفين أو النابروكسين. تُعالج بعض أنواع الألم المزمن، بما في ذلك الألم الناجم عن الألم العضلي الليفي أو الصداع النصفي، بشكل تفضيلي بأدوية أخرى غير المواد الأفيونية. إن فعالية استخدام المواد الأفيونية لتخفيف آلام الأعصاب المزمنة غير مؤكدة.
يُمنع استخدام المواد الأفيونية كعلاج من الدرجة الأولى للصداع لأنها تضعف اليقظة وتؤدي إلى خطر الاعتماد عليها وتزيد من خطر تحول الصداع العرضي إلى مزمن. يمكن أن تسبب المواد الأفيونية أيضًا حساسية عالية لألم الصداع. عندما تفشل العلاجات الأخرى أو تكون غير متوفرة، قد تكون المواد الأفيونية مناسبة لعلاج الصداع إذا كان من الممكن مراقبة المريض لمنع تطور الصداع المزمن.
يتم استخدام المواد الأفيونية بشكل متكرر في علاج الألم المزمن غير الخبيث. أدت هذه الممارسة الآن إلى مشكلة جديدة ومتنامية تتعلق بالإدمان وسوء استخدام المواد الأفيونية. بسبب التأثيرات السلبية المختلفة، لا يُشار إلى استخدام المواد الأفيونية للإدارة طويلة المدى للألم المزمن ما لم يتم العثور على مسكنات الألم الأقل خطورة غير فعالة. غالبًا ما يتم علاج الألم المزمن، الذي يحدث بشكل دوري، مثل آلام الأعصاب والصداع النصفي والفيبروميالغيا، بشكل أفضل بأدوية أخرى غير المواد الأفيونية. يعتبر الباراسيتامول والعقاقير المضادة للالتهابات بما في ذلك الإيبوبروفين والنابروكسين بدائل أكثر أمانًا. غالبًا ما يتم استخدامها مع المواد الأفيونية، مثل الباراسيتامول جنبًا إلى جنب مع الأوكسيكودون (بيركوسيت) والإيبوبروفين جنبًا إلى جنب مع الهيدروكودون (فيكوبروفين)، مما يعزز تخفيف الآلام ولكنه يهدف أيضًا إلى منع الاستخدام الترفيهي.

### حالات آخرى

#### سعال
كان يُنظر إلى الكودين ذات مرة على أنه «المعيار الذهبي» في مثبطات السعال، لكن هذا الموقف أصبح الآن موضع تساؤل. وجدت بعض التجارب الحديثة التي تم التحكم فيها باستخدام الدواء الوهمي أنه قد لا يكون أفضل من العلاج الوهمي لبعض الأسباب بما في ذلك السعال الحاد عند الأطفال. وبالتالي، لا ينصح به للأطفال. بالإضافة إلى ذلك، لا يوجد دليل على أن الهيدروكودون مفيد للأطفال. وبالمثل، فإن التوجيه الهولندي لعام 2012 بشأن علاج السعال الحاد لا يوصي باستخدامه. حيث ينص على أن مادة ديكستروميثورفان التناظرية الشبه أفيونية التي يُزعم منذ فترة طويلة أنها فعالة في تثبيط السعال مثل الكوديين أظهرت فائدة قليلة في العديد من الدراسات الحديثة، لذلك فالتناظرية الأفيونية دإكسترومثورفن، ادعى لتكون فعالة للسعال الكودايين،  وقد أثبتت بالمثل فائدة تذكر في العديد من الدراسات التي أجريت مؤخرا.
قد تساعد الجرعات المنخفضة من المورفين في علاج السعال المزمن ولكن استخدامه محدود بسبب الآثار الجانبية.

### الإسهال والإمساك
في حالات متلازمة القولون العصبي التي تسود الإسهال، يمكن استخدام المواد الأفيونية لقمع الإسهال. Loperamide هو مادة أفيونية انتقائية محيطية متاحة بدون وصفة طبية وتستخدم لقمع الإسهال.
تؤدي القدرة على قمع الإسهال أيضًا إلى الإمساك عند استخدام المواد الأفيونية لأكثر من عدة أسابيع. نالوكسيغول Naloxegol ، وهو مضاد أفيوني انتقائي محيطي، متاح الآن لعلاج الإمساك الناجم عن المواد الأفيونية.

### ضيق في التنفس
قد تساعد المسكنات الأفيونية في علاج ضيق التنفس خاصة في الأمراض المتقدمة مثل السرطان ومرض الانسداد الرئوي المزمن وغيره.

## الآثار السلبية

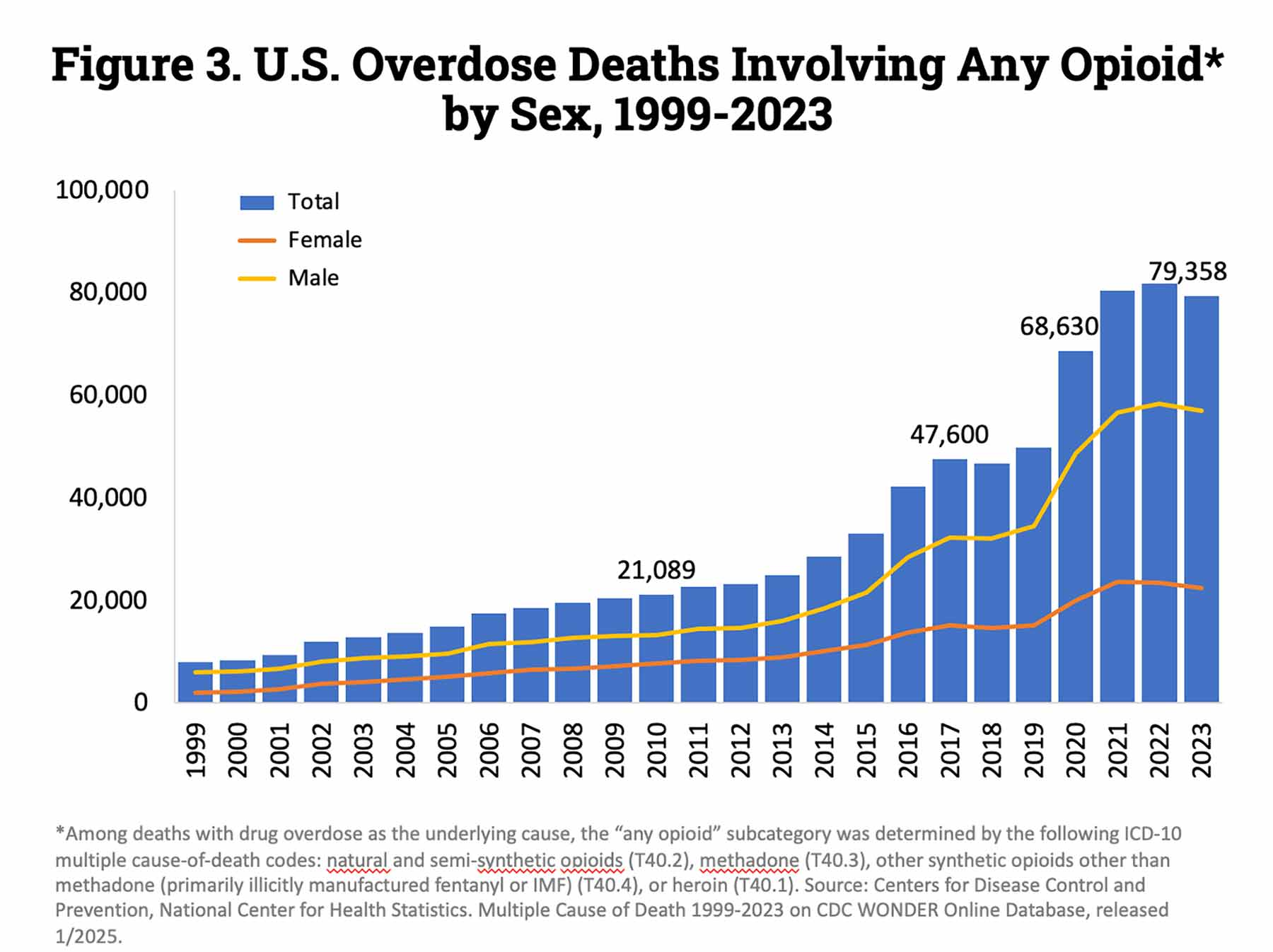
الوفيات السنوية في الولايات المتحدة من جميع الأدوية الأفيونية. يشمل هذا العدد المسكنات الأفيونية، إلى جانب الهيروين والمواد الأفيونية الاصطناعية غير المشروعة.
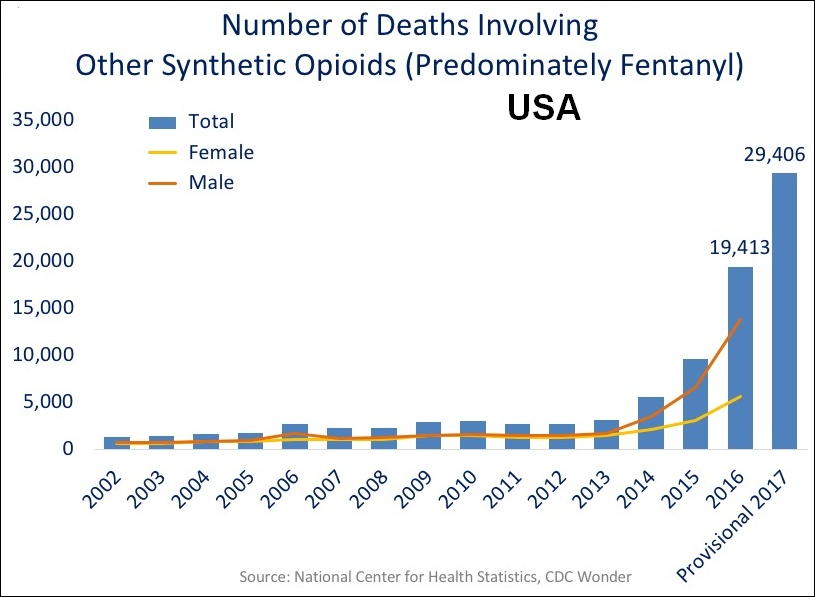
الوفيات السنوية في الولايات المتحدة بسبب المواد الأفيونية الاصطناعية الأخرى ، وخاصة الفنتانيل.
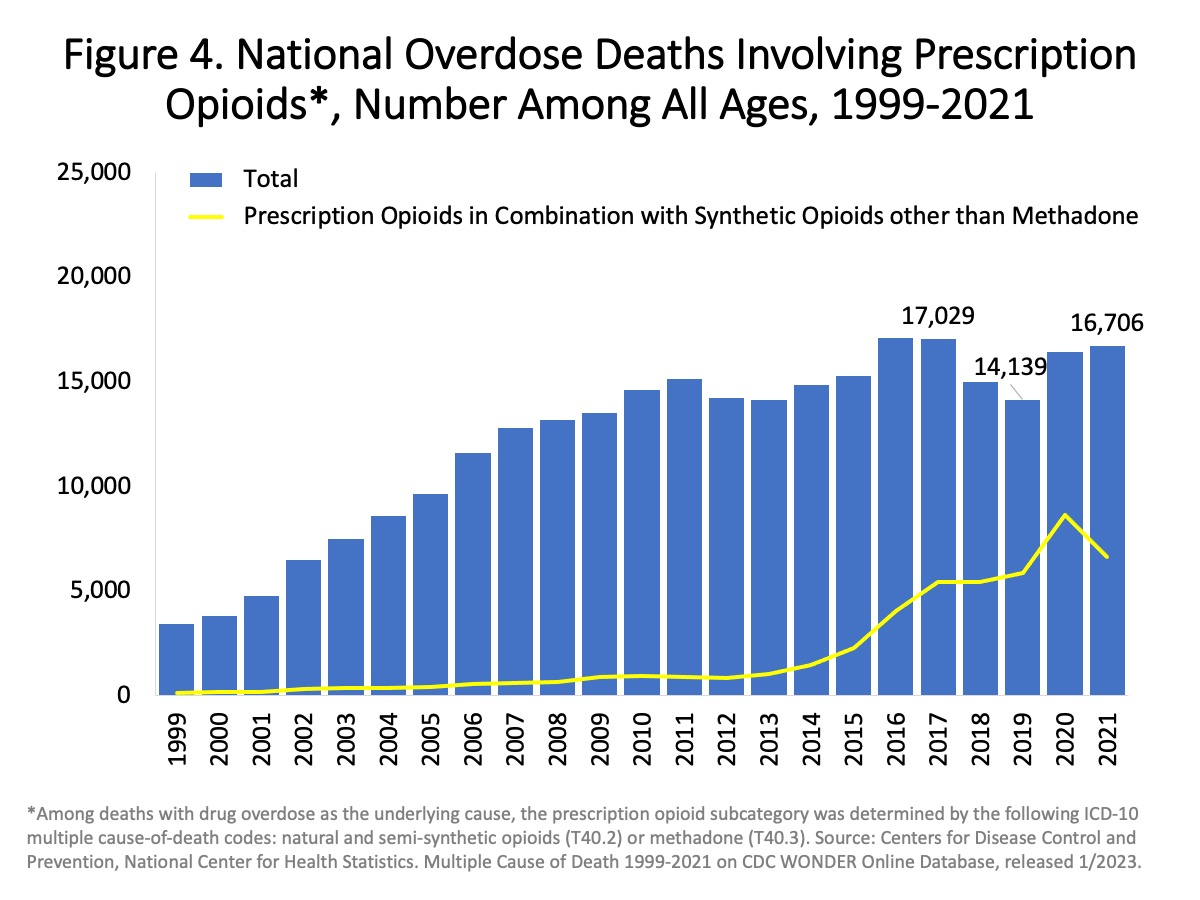
الوفيات السنوية في الولايات المتحدة التي تشمل المواد الأفيونية الموصوفة. المواد التركيبية غير الميثادون هي فئة يهيمن عليها الفنتانيل المكتسب بشكل غير قانوني ، وقد تم استبعادها.
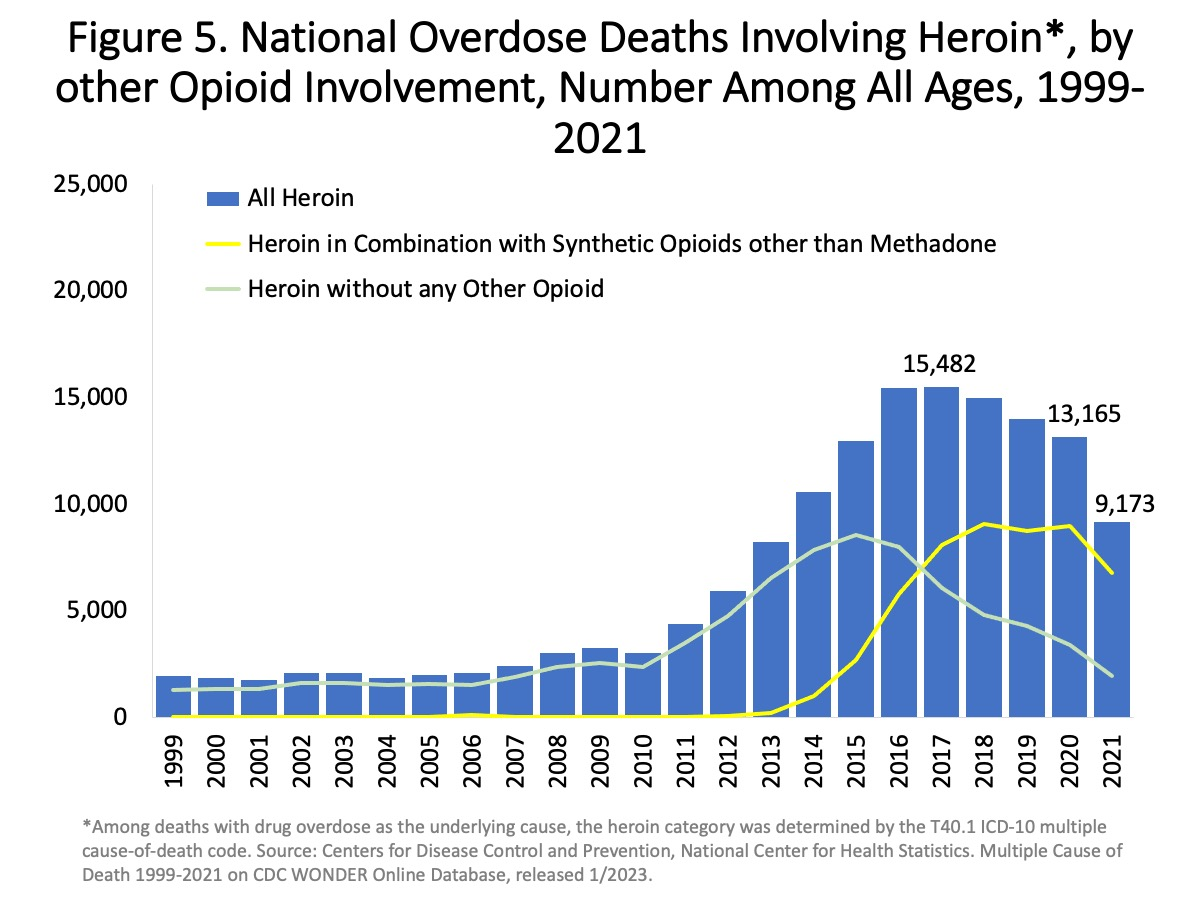
الجرعة الزائدة السنوية في الولايات المتحدة الوفيات التي تنطوي على الهيروين.
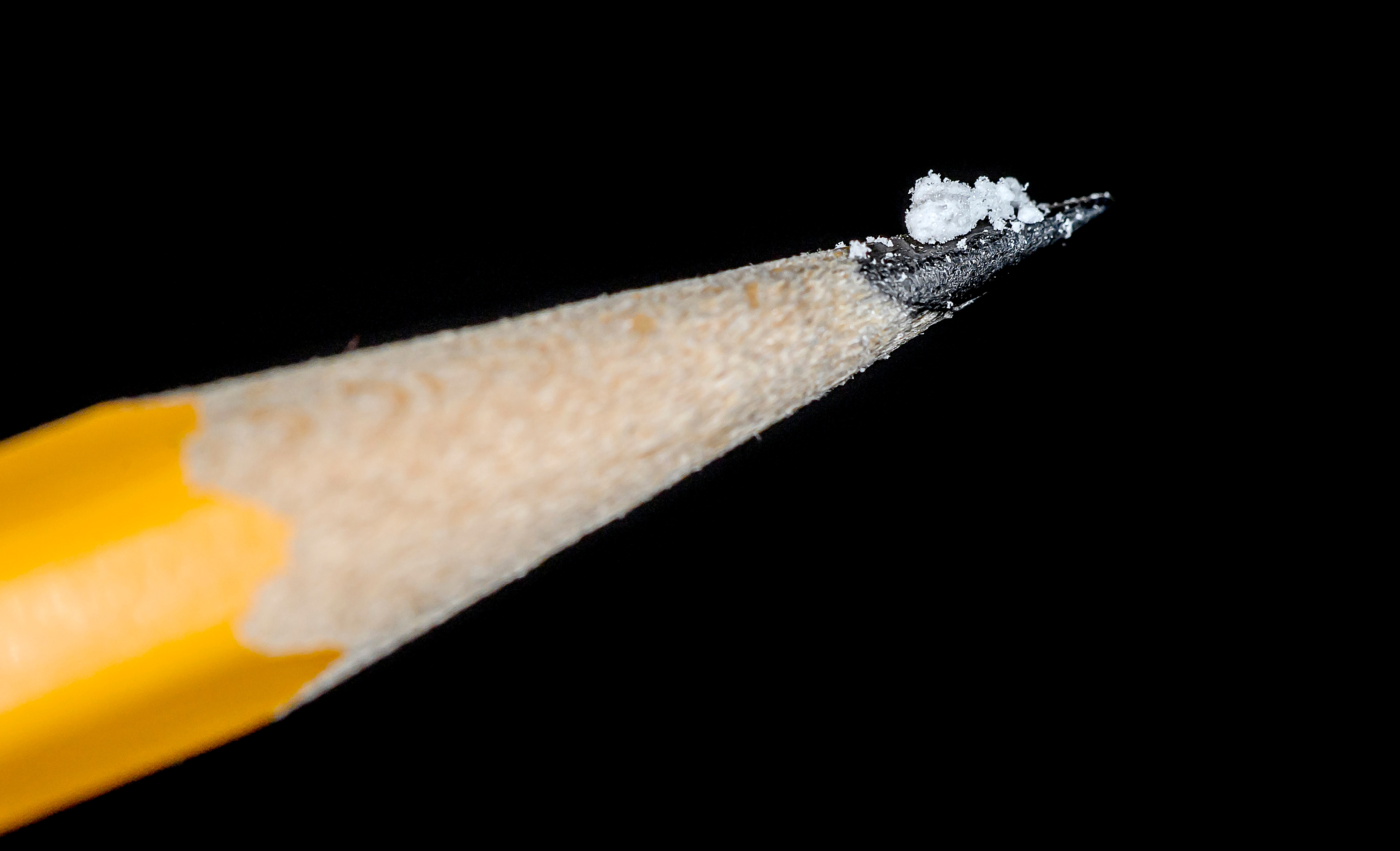
الفنتانيل. 2 مجم. جرعة قاتلة في معظم الناس.

- حكة ing [62]
- غثيان [62]
- القيء [62]
- إمساك [62]
- نعاس [62]
- جفاف الفم [62]

آخر
- التأثيرات المعرفية
- الاعتماد على المواد الأفيونية
- دوار
- فقدان الشهية
- تأخر تفريغ المعدة
- انخفاض الدافع الجنسي
- ضعف الوظيفة الجنسية
- انخفاض مستويات هرمون التستوستيرون
- كآبة
- نقص المناعة
- زيادة حساسية الألم
- عدم انتظام الدورة الشهرية
- زيادة خطر السقوط
- تباطؤ التنفس
- غيبوبة

في كبار السن، يرتبط استخدام المواد الأفيونية بزيادة الآثار الضارة مثل «التخدير، والغثيان، والقيء، والإمساك، واحتباس البول، والسقوط». نتيجة لذلك، يكون كبار السن الذين يتناولون المواد الأفيونية أكثر عرضة للإصابة. لا تسبب المواد الأفيونية أي سمية محددة للأعضاء، على عكس العديد من الأدوية الأخرى، مثل الأسبرين والباراسيتامول. لا تترافق مع نزيف الجهاز الهضمي العلوي وتسمم الكلى.
يبدو أن وصف الأدوية الأفيونية لآلام أسفل الظهر الحادة وإدارة هشاشة العظام لها آثار ضائرة طويلة الأمد 
الأطفال الذين يولدون لأمهات يعتمدن على المواد الأفيونية، خاصة أولئك الذين يتم وصفهم للميثادون، معرضون لخطر ضعف النمو العصبي، ولديهم مؤشر نمو عقلي أقل ودرجات أقل في مؤشر التطور النفسي الحركي مقارنة بالأطفال غير المعرضين.
تشير الأبحاث إلى أنه عند استخدام الميثادون على المدى الطويل يمكن أن يتراكم بشكل غير متوقع في الجسم ويؤدي إلى بطء التنفس القاتل. عند استخدامه طبيًا، لا يتم التعرف على الاقتراب من السمية لأن تأثير مسكنات الألم ينتهي قبل فترة طويلة من عمر النصف للتخلص من الدواء. وفقًا لـ USCDC ، كان الميثادون متورطًا في 31 ٪ من الوفيات المرتبطة بالمواد الأفيونية في الولايات المتحدة بين 1999-2010 و 40 ٪ باعتباره الدواء الوحيد المتضمن، وهو أعلى بكثير من المواد الأفيونية الأخرى. لقد وجدت دراسات المواد الأفيونية طويلة الأمد أن الأحداث الضائرة قد تمنع الأفراد من تناول المواد الأفيونية على المدى الطويل. في الولايات المتحدة في عام 2016، تسببت جرعة زائدة من الأفيون في وفاة 1.7 من كل 10000 شخص.

في المخططات الأمريكية أدناه، تتضمن العديد من الوفيات العديد من المواد الأفيونية :
- الوفيات السنوية في الولايات المتحدة من جميع الأدوية الأفيونية. يشمل هذا العدد المسكنات الأفيونية، إلى جانب الهيروين والمواد الأفيونية الاصطناعية غير المشروعة.[77]
- الوفيات السنوية في الولايات المتحدة بسبب المواد الأفيونية الاصطناعية الأخرى ، وخاصة الفنتانيل.[77]
- الوفيات السنوية في الولايات المتحدة التي تشمل المواد الأفيونية الموصوفة. المواد التركيبية غير الميثادون هي فئة يهيمن عليها الفنتانيل المكتسب بشكل غير قانوني ، وقد تم استبعادها.[77]
- الجرعة الزائدة السنوية في الولايات المتحدة الوفيات التي تنطوي على الهيروين.[77]
- الفنتانيل. 2 مجم. جرعة قاتلة في معظم الناس.[78]

### اضطرابات التعزيز

#### التحمل
التحمل هو عملية تتميز بالتكيفات العصبية التي تؤدي إلى تقليل تأثيرات الأدوية. في حين أن تنظيم المستقبلات قد يلعب دورًا مهمًا في كثير من الأحيان، فإن الآليات الأخرى معروفة أيضًا. يكون التسامح أكثر وضوحًا بالنسبة لبعض التأثيرات مقارنة بالآخرين يحدث التحمل ببطء للتأثيرات على الحالة المزاجية، والحكة، واحتباس البول، والاكتئاب التنفسي، ولكنه يحدث بسرعة أكبر للتسكين والآثار الجانبية الجسدية الأخرى. ومع ذلك، فإن التحمل لا يتطور إلى الإمساك أو تقبض الحدقة (انقباض حدقة العين إلى أقل من أو يساوي 2 مليمتر). وقد تم الطعن هذه الفكرة، ولكن مع بعض الكتاب بحجة أن التسامح لا تتطور لتقبض الحدقة.

#### التحمل العصبي
هناك نوعان من النظريات الرئيسية لتحمل المواد الأفيونية التي تشير إلى تغييرات في مستقبلات الأفيون. تشير النظرية الأولى إلى أنه عندما تُعطى المستقبلات للتعرض المتكرر للمواد الأفيونية، يكون هناك حساسية أو نقص في تنشيط المستقبلات. تقترح النظرية الثانية أن التسامح يتأثر بالتنظيم السفلي لمستقبلات الأفيون.

#### آلية التكثيف
المستقبلات الأفيونية هي نوع من المستقبلات المقترنة بالبروتين G (GPCRs) وتنشط عند ارتباطها بالمواد الأفيونية. ومع ذلك، فإن تنشيط البروتين G يؤثر على الخلايا العصبية في مسارات الألم عن طريق تقليل الاستثارة على طول أغشية الخلايا. ويرجع ذلك إلى انخفاض في الأدينوزين أحادي الفوسفات الدوري (cAMP)، مما يتسبب في انخفاض نشاط قنوات Na و Ca وبالتالي، مما يؤدي إلى تسكين الألم. على مدى فترة من الزمن، يمكن للتغييرات في آلية بروتين G للمستقبل أن تزيل حساسية مستقبلات المواد الأفيونية وتقلل من التسكين. وقد تم توضيح ذلك في النماذج الحيوانية حيث يحدث نزع التحسس بسبب البروتينات أو الإنزيمات المنظمة داخل الخلايا (كينازات GPCR ، -stopins ، و adenylyl cyclase) التي تفصل مستقبلات المواد الأفيونية عن بروتين G أو اقتران «التبديل» إلى بروتين G غير التحسسي الذي يقلل نشاط مسكن.

#### آلية التنظيم السفلي
يحدث التنظيم السفلي للمستقبلات الأفيونية بسبب الالتقام الخلوي من غشاء الخلية الذي يلغي وظيفتها. عادةً ما يبتلع الغشاء المستقبلات الأفيونية الموجودة على غشاء الخلية وتُسحب إلى جسم الخلية. نظرًا لأن البيئة داخل الخلايا لا تحتوي على تركيزات عالية من الروابط الأفيونية للمستقبل للالتزام بها، فإن مستقبلات المواد الأفيونية غير وظيفية وبالتالي فهي خاضعة للتنظيم وتسبب تحمل المواد الأفيونية. وقد تبين أن هذه الآلية في الفئران حيث تلك التي تفتقر إلى أسفل منظم (􏰀- arrestin2) استمر في المعرض تسكين التي يسببها المورفين بينما أولئك الذين لديهم أسفل منظم شكلت التسامح لتسكين الألم الناجم عن المورفين.
يتم تخفيف التسامح مع المواد الأفيونية بعدد من المواد، بما في ذلك:
- حاصرات قنوات الكالسيوم [84][85][86]
- المغنيسيوم داخل القراب [87][88] والزنك [89]
- مضادات NMDA ، مثل ديكستروميثورفان، كيتامين، [90] وميمانتين.[91]
- مضادات الكوليسيستوكينين، مثل البروجلوميد [92][93][94]
- تم أيضًا البحث عن عوامل أحدث مثل مثبط الفوسفوديستيراز ibudilast لهذا التطبيق.[95]

التحمل هو عملية فيزيولوجية حيث يتكيف الجسم مع الدواء الموجود بشكل متكرر. عادة ما يتطلب الأمر جرعات أعلى من نفس الدواء بمرور الوقت لتحقيق نفس التأثير. من الشائع أن يتناول الأفراد جرعات عالية من المواد الأفيونية لفترات طويلة. لكن هذا لا يتنبأ بأي علاقة سوء استخدام أو إدمان. وجدت دراسة أترابية بأثر رجعي أجريت في أستراليا أن احتمال زيادة الاستغناء خلال فترة المتابعة ظل مرتفعًا للغاية إذا لم ينتهي الاستغناء في الشهر الأول. كانت كمية وعدد نوبات الاستغناء في الشهر الأول منبئات مهمة للمدة الإجمالية للاستغناء في الفترة اللاحقة.

#### الاعتماد البدني
الاعتماد الجسدي هو التكيف الفسيولوجي للجسم لوجود مادة، في هذه الحالة، الأدوية الأفيونية. يتم تعريفه من خلال تطور أعراض الانسحاب عندما يتم إيقاف المادة، أو عندما يتم تقليل الجرعة بشكل مفاجئ، أو، على وجه التحديد في حالة المواد الأفيونية، عندما يتم إعطاء مضاد (على سبيل المثال ، نالوكسون) أو ناهض - ناهض (على سبيل المثال ، بنتازوسين). الاعتماد الجسدي هو جانب طبيعي ومتوقع لبعض الأدوية ولا يعني بالضرورة أن المريض مدمن.
قد تشمل أعراض الانسحاب للمواد الأفيونية خلل النطق الشديد، والرغبة في تناول جرعة أفيونية أخرى، والتهيج، والتعرق، والغثيان، ورينوريا، والرعاش، والقيء، والألم العضلي. يمكن أن يقلل تقليل تناول المواد الأفيونية ببطء على مدار أيام وأسابيع من أعراض الانسحاب أو القضاء عليها. تعتمد سرعة وشدة الانسحاب على عمر النصف للمادة الأفيونية؛ يحدث انسحاب الهيروين والمورفين بسرعة أكبر من انسحاب الميثادون. غالبًا ما تتبع مرحلة الانسحاب الحاد مرحلة مطولة من الاكتئاب والأرق يمكن أن تستمر لأشهر. يمكن علاج أعراض انسحاب المواد الأفيونية بأدوية أخرى، مثل الكلونيدين. لا يتنبأ الاعتماد الجسدي بإساءة استخدام المخدرات أو الإدمان الحقيقي، ويرتبط ارتباطًا وثيقًا بنفس آلية التسامح. في حين أن هناك ادعاءات سردية حول فائدة مع ibogaine ، فإن البيانات لدعم استخدامه في الاعتماد على المواد ضعيفة.
يعاني المرضى الحرجون الذين يتلقون جرعات منتظمة من المواد الأفيونية من انسحاب علاجي المنشأ كمتلازمة متكررة.

#### إدمان
إدمان المخدرات هو مجموعة معقدة من السلوكيات المرتبطة عادةً بإساءة استخدام بعض الأدوية، والتي تتطور بمرور الوقت وبجرعات أعلى من المخدرات. يشمل الإدمان الإكراه النفسي، إلى الحد الذي يستمر فيه المصاب في أفعال تؤدي إلى نتائج خطيرة أو غير صحية. يشمل إدمان المواد الأفيونية النفخ أو الحقن، بدلاً من تناول المواد الأفيونية عن طريق الفم كما هو موصوف لأسباب طبية.
في الدول الأوروبية مثل النمسا وبلغاريا وسلوفاكيا، تُستخدم تركيبات المورفين عن طريق الفم بطيئة الإطلاق في العلاج البديل للأفيون (OST) للمرضى الذين لا يتحملون الآثار الجانبية للبوبرينورفين أو الميثادون. يمكن أيضًا استخدام البوبرينورفين مع النالوكسون لعلاج الإدمان لفترة أطول. في بلدان أوروبية أخرى بما في ذلك المملكة المتحدة، يتم استخدام هذا أيضًا بشكل قانوني في علاج الأدوية عبر الأفيون على الرغم من اختلاف نطاق القبول.
تهدف تركيبات الأدوية بطيئة الإصدار إلى الحد من معدلات إساءة الاستخدام والإدمان مع محاولة توفير مسكن شرعي للألم وسهولة الاستخدام لمرضى الألم. ومع ذلك، تظل الأسئلة حول فعالية وسلامة هذه الأنواع من المستحضرات. يتم حاليًا دراسة المزيد من الأدوية المقاومة للعبث مع التجارب للحصول على موافقة السوق من إدارة الغذاء والدواء.
تسمح كمية الأدلة المتاحة فقط بالتوصل إلى نتيجة ضعيفة، ولكنها تشير إلى أن الطبيب الذي يدير استخدام المواد الأفيونية بشكل صحيح في المرضى الذين ليس لديهم تاريخ من الاعتماد على المواد أو تعاطيها يمكن أن يخفف الآلام على المدى الطويل مع القليل من خطر الإصابة بالإدمان أو سوء الاستخدام أو آثار جانبية خطيرة أخرى.
تشمل مشاكل المواد الأفيونية ما يلي:
1. يجد بعض الناس أن المواد الأفيونية لا تخفف كل آلامهم.[105]
2. يجد بعض الناس أن الآثار الجانبية للمواد الأفيونية تسبب مشاكل تفوق فائدة العلاج [75]
3. يتسامح بعض الأشخاص مع المواد الأفيونية مع مرور الوقت. وهذا يتطلب منهم زيادة جرعة الدواء للحفاظ على الفائدة، وهذا بدوره يزيد أيضًا من الآثار الجانبية غير المرغوب فيها.[75]
4. يمكن أن يسبب استخدام المواد الأفيونية على المدى الطويل فرط التألم الناجم عن المواد الأفيونية، وهي حالة يزيد فيها المريض من حساسية تجاه الألم.[106]

يمكن أن تسبب جميع المواد الأفيونية آثارًا جانبية. تشمل التفاعلات الضائرة الشائعة لدى المرضى الذين يتناولون المواد الأفيونية لتسكين الآلام الغثيان والقيء والنعاس والحكة وجفاف الفم والدوخة والإمساك.

### استفراغ وغثيان
يحدث تحمل الغثيان في غضون 7-10 أيام، تكون خلالها مضادات القيء فعالة للغاية.[بحاجة لمصدر] بسبب الآثار الجانبية الشديدة مثل خلل الحركة المتأخر، نادرًا ما يستخدم هالوبيريدول الآن. يتم استخدام عقار prochlorperazine في كثير من الأحيان، على الرغم من أن له مخاطر مماثلة. تستخدم مضادات القيء الأقوى مثل أوندانسيترون أو تروبيسيترون أحيانًا عندما يكون الغثيان شديدًا أو مستمرًا ومزعجًا، على الرغم من تكلفتها المرتفعة. البديل الأقل تكلفة هو مضادات الدوبامين مثل دومبيريدون وميتوكلوبراميد. لا يعبر دومبيريدون الحاجز الدموي الدماغي وينتج عنه تأثيرات مضادة للفيتامينات المركزية، ولكنه يمنع تأثير مقيئ المواد الأفيونية في منطقة تحفيز المستقبلات الكيميائية. (الدواء غير متوفر في الولايات المتحدة) قد تكون بعض مضادات الهيستامين ذات الخصائص المضادة للكولين (مثل أورفينادرين أو ديفينهيدرامين) فعالة أيضًا. يشيع استخدام الجيل الأول من مضادات الهيستامين هيدروكسيزين، مع مزايا إضافية تتمثل في عدم التسبب في اضطرابات الحركة، وكذلك امتلاك خصائص تدني المسكنات. Δ 9 - تيتراهيدروكانابينول يخفف الغثيان والقيء. كما أنه ينتج مسكنات قد تسمح بجرعات أقل من المواد الأفيونية مع تقليل الغثيان والقيء.
- مضادات 5-HT 3 (على سبيل المثال أوندانسيترون)
- مضادات الدوبامين (مثل دومبيريدون)
- مضادات الهيستامين المضادة للكوليني (مثل ديفينهيدرامين)
- Δ 9 -tetrahydrocannabinol (على سبيل المثال الدرونابينول)

يرجع القيء إلى ركود المعدة (قيء كبير الحجم، غثيان قصير يخفف من القيء، ارتداد المريء، امتلاء شرسوفي، شبع مبكر)، إلى جانب التأثير المباشر على منطقة الزناد الكيميائي في منطقة postrema ، مركز التقيؤ في الدماغ. وبالتالي يمكن منع القيء عن طريق العوامل المحركة (مثل دومبيريدون أو ميتوكلوبراميد). إذا بدأ القيء بالفعل، يجب أن تدار هذه الأدوية بطريقة غير شفوية (على سبيل المثال تحت الجلد للميتوكلوبراميد، والمستقيم للدومبيريدون).
- العوامل المحركة (مثل دومبيريدون)
- العوامل المضادة للكوليني (مثل أورفينادرين)

تشير الدلائل إلى أن التخدير الشامل للمواد الأفيونية يرتبط بالغثيان والقيء بعد الجراحة.
كان لدى المرضى الذين يعانون من ألم مزمن يستخدمون المواد الأفيونية تحسن طفيف في الألم ويعملون جسديًا ويزيدون من خطر القيء.

### النعاس
عادة ما يتطور تحمل النعاس خلال 5-7 أيام، ولكن إذا كان مزعجًا، فإن التحول إلى مادة أفيونية بديلة يساعد غالبًا. بعض المواد الأفيونية مثل الفنتانيل، المورفين وديامورفين (الهيروين) تميل إلى أن تكون المسكنة بشكل خاص، في حين أن آخرين مثل كسيكودوني، تيليدين وميبيريدين (البيثيدين) تميل إلى إنتاج أقل نسبيا تخدير، ولكن يمكن لكل مريض على حدة ردود تختلف بشكل ملحوظ، وبعض درجة من التجربة وقد تكون هناك حاجة لخطأ للعثور على الدواء الأنسب لمريض معين. خلاف ذلك، والمعاملة مع CNS المنشطات فعالة بشكل عام.
- المنشطات (مثل الكافيين، مودافينيل، أمفيتامين، ميثيلفينيديت)

### مثير للحكة
لا تميل الحكة إلى أن تكون مشكلة خطيرة عند استخدام المواد الأفيونية لتسكين الآلام ، ولكن مضادات الهيستامين مفيدة لمواجهة الحكة عند حدوثها. غالبًا ما يُفضل استخدام مضادات الهيستامين غير المهدئة مثل فيكسوفينادين لأنها تتجنب زيادة النعاس الناتج عن المواد الأفيونية. ومع ذلك ، يمكن لبعض مضادات الهيستامين المهدئة مثل أورفينادرين أن تنتج تأثيرًا تآزريًا في تخفيف الآلام مما يسمح باستخدام جرعات أصغر من المواد الأفيونية. ونتيجة لذلك، تم تسويقها العديد من المنتجات مزيج الأفيونية / مضادات الهيستامين، مثل Meprozine (ميبيريدين / البروميثازين) وDiconal (ثنائي البيبانون / سيكليزين)، وهذه قد يقلل أيضا الأفيونية الغثيان الناجم.
- مضادات الهيستامين (مثل فيكسوفينادين)

### إمساك
يتطور الإمساك الناجم عن المواد الأفيونية (OIC) في 90 إلى 95٪ من الأشخاص الذين يتناولون المواد الأفيونية على المدى الطويل. نظرًا لأن تحمل هذه المشكلة لا يتطور بشكل عام ، فإن معظم الأشخاص الذين يتناولون المواد الأفيونية طويلة المدى يحتاجون إلى تناول ملين أو حقن شرجية.
علاج منظمة التعاون الإسلامي متتابع ويعتمد على شدة. الطريقة الأولى للعلاج غير دوائية ، وتتضمن تعديلات نمط الحياة مثل زيادة الألياف الغذائية، وتناول السوائل (حوالي 1.5 لتر (51 US fl oz) يوميا)، والنشاط البدني. إذا كانت التدابير غير الدوائية غير فعالة ، فيمكن استخدام المسهلات، بما في ذلك ملينات البراز (على سبيل المثال ، البولي إيثيلين جليكول)، والملينات المكونة للكتل (على سبيل المثال ، مكملات الألياف)، والملينات المنشطة (على سبيل المثال ، بيساكوديل، سينا)، و / أو الحقن الشرجية. نظام ملين شائع لمنظمة المؤتمر الإسلامي هو مزيج من docusate و bisacodyl. [بحاجة لتحديث] الملينات التناضحية، بما في ذلك اللاكتولوز والبولي إيثيلين جلايكول وحليب المغنيسيا (هيدروكسيد المغنيسيوم)، وكذلك الزيوت المعدنية (ملين مزلّق)، تستخدم بشكل شائع في منظمة المؤتمر الإسلامي.
لقد ثبت أن مضادات مستقبلات الأفيون u ذات التأثير المحيطي فعالة ودائمة للمرضى الذين يعانون من OIC.
إذا كانت الملينات غير فعالة بشكل كافٍ (وهو ما يحدث غالبًا)،  التركيبات أو الأنظمة العلاجية الأفيونية التي تتضمن مضادات أفيونية منتقاة محيطيًا ، مثل بروميد ميثيل نالتريكسون أو نالوكسيغول أو ألفيموبان أو نالوكسون (كما في أوكسيكودون / نالوكسون) حاول. وجدت مراجعة كوكرين لعام 2018 أن الدليل كان مؤقتًا لفيموبان أو نالوكسون أو بروميد ميثيل نالتريكسون. يبدو أن النالوكسون عن طريق الفم هو الأكثر فعالية. ثبت أن جرعة يومية من 0.2 ملغ من النالديميدين تحسن الأعراض بشكل ملحوظ لدى مرضى OIC.
تناوب المواد الأفيونية هو إحدى الطرق المقترحة لتقليل تأثير الإمساك على المستخدمين على المدى الطويل. في حين أن جميع المواد الأفيونية سبب الإمساك، وهناك بعض الاختلافات بين المخدرات ومع الدراسات التي تشير إلى ترامادول، تابينتادول، الميثادون والفنتانيل قد يسبب أقل نسبيا الإمساك، بينما مع الكوديين، المورفين، كسيكودوني أو الهيدرومورفون الإمساك قد يكون نسبيا أكثر حدة.

### تثبيط الجهاز التنفسي
تثبيط الجهاز التنفسي هو أخطر رد فعل سلبي مرتبط باستخدام المواد الأفيونية ، ولكن عادة ما يُلاحظ عند استخدام جرعة وريدية واحدة في مريض ساذج. في المرضى الذين يتناولون المواد الأفيونية بانتظام لتسكين الآلام ، يحدث تحمل الاكتئاب التنفسي بسرعة ، بحيث لا يمثل مشكلة إكلينيكية. تم تطوير العديد من الأدوية التي يمكن أن تمنع جزئيًا تثبيط الجهاز التنفسي ، على الرغم من أن المنشط التنفسي الوحيد المعتمد حاليًا لهذا الغرض هو دوكسابرام، والذي له فعالية محدودة فقط في هذا التطبيق. قد تكون الأدوية الأحدث مثل BIMU-8 وCX-546 أكثر فاعلية.
- منبهات الجهاز التنفسي: ناهضات المستقبلات الكيميائية السباتية (مثل دوكسابرام)، ناهضات 5-HT 4 (على سبيل المثال BIMU8)، منبهات أفيونية المفعول (على سبيل المثال BW373U86) و AMPAkines (على سبيل المثال CX717) يمكن أن تقلل من الاكتئاب التنفسي الذي تسببه المواد الأفيونية دون التأثير على التسكين ، ولكن معظم هذه الأدوية فعالة بشكل معتدل أو لها آثار جانبية تمنع استخدامها في البشر. تعمل ناهضات 5-HT 1A مثل 8-OH-DPAT وrepinotan أيضًا على مقاومة الاكتئاب التنفسي الناجم عن المواد الأفيونية ، ولكن في نفس الوقت تقلل من التسكين ، مما يحد من فائدتها لهذا التطبيق.
- مضادات الأفيونية (مثل النالوكسون، نالميفين، diprenorphine)

يبدو أن الساعات الأربع والعشرين الأولى بعد تناول المواد الأفيونية هي الأكثر أهمية فيما يتعلق بـ OIRD الذي يهدد الحياة ، ولكن يمكن الوقاية منه باتباع نهج أكثر حذرًا تجاه استخدام المواد الأفيونية.
المرضى الذين يعانون من أمراض القلب والجهاز التنفسي و / أو انقطاع النفس الانسدادي النومي معرضون لخطر متزايد للإصابة بـ OIRD.

### زيادة حساسية الألم
لقد لوحظ فرط التألم الناجم عن المواد الأفيونية - حيث يعاني الأفراد الذين يستخدمون المواد الأفيونية لتخفيف الألم بشكل متناقض من الألم نتيجة لهذا الدواء - لدى بعض الأشخاص. هذه الظاهرة ، على الرغم من كونها غير شائعة ، تظهر في بعض الأشخاص الذين يتلقون الرعاية التلطيفية، في أغلب الأحيان عندما تزداد الجرعة بسرعة. في حالة حدوث ذلك ، قد يؤدي التناوب بين العديد من مسكنات الألم الأفيونية المختلفة إلى تقليل تطور الألم المتزايد. يحدث فرط التألم الناتج عن المواد الأفيونية بشكل أكثر شيوعًا مع الاستخدام المزمن أو الجرعات العالية القصيرة ولكن بعض الأبحاث تشير إلى أنه قد يحدث أيضًا بجرعات منخفضة جدًا.
آثار جانبية مثل فرط التألم وآلام جلدية، مصحوبة أحيانا تفاقم آلام الأعصاب، قد تكون العواقب المترتبة على علاج طويل الأمد مع المسكنات الأفيونية، وخصوصا عندما أدى زيادة التسامح في فقدان فعالية ويترتب على ذلك التصعيد جرعة التدريجي مع مرور الوقت. يبدو أن هذا ناتج إلى حد كبير عن تصرفات الأدوية الأفيونية في أهداف أخرى غير المستقبلات الأفيونية التقليدية الثلاثة ، بما في ذلك مستقبلات nociceptin ومستقبلات Sigma والمستقبلات الشبيهة بـ Toll-like 4 ، ويمكن إبطال مفعولها في النماذج الحيوانية عن طريق مضادات في هذه الأهداف مثل J-113،397 أو BD-1047 أو (+) - نالوكسون على التوالي. لم تتم الموافقة حاليًا على أي أدوية على وجه التحديد لمواجهة فرط التألم الناجم عن المواد الأفيونية لدى البشر ، وفي الحالات الشديدة ، قد يكون الحل الوحيد هو التوقف عن استخدام المسكنات الأفيونية واستبدالها بأدوية مسكنة غير أفيونية. ومع ذلك ، نظرًا لأن الحساسية الفردية لتطور هذا التأثير الجانبي تعتمد بشكل كبير على الجرعة وقد تختلف تبعًا للمسكن الأفيوني المستخدم ، يمكن للعديد من المرضى تجنب هذا التأثير الجانبي ببساطة من خلال تقليل جرعة الدواء الأفيوني (عادةً ما يكون مصحوبًا بإضافة دواء تكميلي) المسكنات غير الأفيونية)، بالتناوب بين الأدوية الأفيونية المختلفة، أو عن طريق التحول إلى مادة أفيونية أكثر اعتدالًا مع طريقة عمل مختلطة تتصدى أيضًا لألم الأعصاب ، خاصة ترامادول أو تابنتادول.
- مضادات مستقبلات NMDA مثل الكيتامين
- اس اس اراي مثل milnacipran
- مضادات الاختلاج مثل جابابنتين أو بريجابالين

### الآثار الضارة الأخرى

#### انخفاض مستويات الهرمون الجنسي
ربطت الدراسات السريرية باستمرار بين استخدام المواد الأفيونية الطبية والترفيهية وبين قصور الغدد التناسلية (انخفاض مستويات الهرمونات الجنسية) في مختلف الجنسين. التأثير يعتمد على الجرعة. تشير معظم الدراسات إلى أن غالبية مستخدمي المواد الأفيونية المزمنة (ربما تصل إلى 90٪) يعانون من قصور الغدد التناسلية. يمكن أن تتداخل المواد الأفيونية أيضًا مع الدورة الشهرية عند النساء عن طريق الحد من إنتاج الهرمون الملوتن (LH). من المحتمل أن يتسبب قصور الغدد التناسلية الناجم عن المواد الأفيونية في الارتباط القوي لاستخدام المواد الأفيونية مع هشاشة العظام وكسر العظام، بسبب نقص هرمون الاستراديول. قد يزيد أيضًا من الألم وبالتالي يتداخل مع التأثير السريري المقصود للعلاج الأفيوني. من المحتمل أن يكون قصور الغدد التناسلية الناجم عن المواد الأفيونية ناتجًا عن ناهضها لمستقبلات الأفيون في منطقة ما تحت المهاد والغدة النخامية.  وجدت إحدى الدراسات أن مستويات هرمون التستوستيرون المنخفضة لمدمني الهيروين عادت إلى وضعها الطبيعي في غضون شهر واحد من الامتناع عن ممارسة الجنس ، مما يشير إلى أن التأثير قابل للعكس بسهولة وليس دائمًا.  اعتبارًا من 2013 ، إن تأثير الجرعات المنخفضة أو استخدام المواد الأفيونية الحادة على جهاز الغدد الصماء غير واضح. يمكن أن يؤثر استخدام المواد الأفيونية على المدى الطويل على الأنظمة الهرمونية الأخرى أيضًا.

#### تعطيل العمل
قد يكون استخدام المواد الأفيونية عامل خطر للفشل في العودة إلى العمل.
يجب على الأشخاص الذين يؤدون أي مهمة حساسة للسلامة عدم استخدام المواد الأفيونية. لا ينبغي لمقدمي الرعاية الصحية أن ينصحوا العمال الذين يقودون سياراتهم أو يستخدمون معدات ثقيلة بما في ذلك الرافعات أو الرافعات الشوكية بمعالجة الألم المزمن أو الحاد باستخدام المواد الأفيونية. يجب على أماكن العمل التي تدير العمال الذين يؤدون عمليات حساسة للسلامة تكليف العمال بمهام أقل حساسية طالما أن هؤلاء العمال يعالجون من قبل طبيبهم بالمواد الأفيونية.
الأشخاص الذين يتناولون المواد الأفيونية على المدى الطويل تزيد من احتمالية أن يكونوا عاطلين عن العمل. قد يؤدي تناول المواد الأفيونية إلى تعطيل حياة المريض بشكل أكبر ويمكن أن تصبح الآثار الضارة للمواد الأفيونية بحد ذاتها عائقًا كبيرًا أمام المرضى الذين يتمتعون بحياة نشطة ، والحصول على عمل ، والحفاظ على الحياة المهنية.
بالإضافة إلى ذلك ، قد يكون نقص التوظيف مؤشرا على الاستخدام الشاذ للأفيونيات الموصوفة.

#### زيادة التعرض للحوادث
قد يزيد استخدام المواد الأفيونية من التعرض للحوادث. قد تزيد المواد الأفيونية من مخاطر حوادث المرور  والسقوط العرضي.

#### انخفاض الانتباه
ثبت أن المواد الأفيونية تقلل الانتباه ، وبشكل أكبر عند استخدامها مع مضادات الاكتئاب و / أو مضادات الاختلاج.

#### فرط التألم
لقد ظهر فرط التألم الناجم عن المواد الأفيونية (OIH) في المرضى بعد التعرض المزمن للمواد الأفيونية.

#### آثار جانبية
تشمل التفاعلات الضائرة النادرة في المرضى الذين يتناولون المواد الأفيونية لتسكين الآلام: تثبيط الجهاز التنفسي المرتبط بالجرعة (خاصة مع المواد الأفيونية الأكثر فعالية)، والارتباك ، والهلوسة، والهذيان، والشرى، وانخفاض حرارة الجسم، وبطء القلب / عدم انتظام دقات القلب، وانخفاض ضغط الدم الانتصابي، والدوخة ، والصداع ، واحتباس البول ، والحالب. أو تشنج القنوات الصفراوية ، تصلب العضلات ، رمع عضلي (بجرعات عالية)، واحمرار (بسبب إطلاق الهيستامين ، باستثناء الفنتانيل والريميفنتانيل). يمكن أن يؤدي الاستخدام العلاجي والمزمن للمواد الأفيونية إلى الإضرار بوظيفة الجهاز المناعي. تقلل المواد الأفيونية من تكاثر الخلايا والخلايا الليمفاوية السلف البلاعم، وتؤثر على تمايز الخلايا (Roy & Loh ، 1996). قد تمنع المواد الأفيونية أيضًا هجرة الكريات البيض. ومع ذلك ، فإن أهمية هذا في سياق تخفيف الآلام غير معروفة.

## التفاعلات
يحتفظ الأطباء الذين يعالجون المرضى الذين يستخدمون المواد الأفيونية جنبًا إلى جنب مع أدوية أخرى بالتوثيق المستمر الذي يشير إلى مزيد من العلاج ويظلون على دراية بفرص تعديل العلاج إذا تغيرت حالة المريض لاستحقاق علاج أقل خطورة.

### مع أدوية أخرى مثبطة

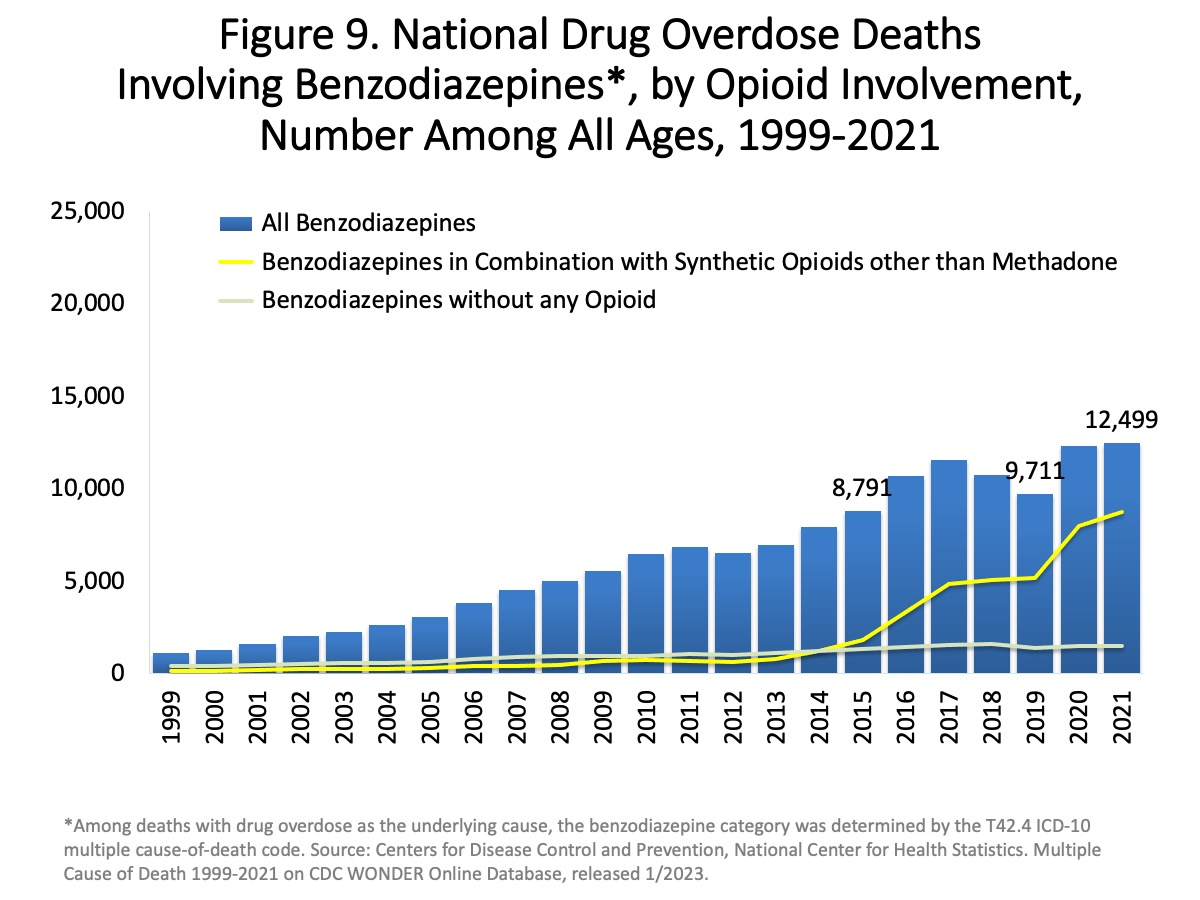
نحن. يمثل السطر العلوي عدد وفيات البنزوديازيبين التي تشمل أيضًا المواد الأفيونية. يمثل خلاصة القول وفيات البنزوديازيبين التي لم تتضمن المواد الأفيونية.

يزيد الاستخدام المتزامن للمواد الأفيونية مع الأدوية المثبطة الأخرى مثل البنزوديازيبينات أو الإيثانول من معدلات الأحداث الضائرة والجرعة الزائدة. يزيد الاستخدام المتزامن للمواد الأفيونية مع الأدوية المثبطة الأخرى مثل البنزوديازيبينات أو الإيثانول من معدلات الأحداث الضائرة والجرعة الزائدة. ومع ذلك ، يتم صرف المواد الأفيونية والبنزوديازيبينات بشكل متزامن في العديد من الأماكن. كما هو الحال مع جرعة زائدة من المواد الأفيونية وحدها ، قد يؤدي الجمع بين مادة أفيونية ومثبطات أخرى إلى تثبيط تنفسي يؤدي غالبًا إلى الوفاة  يتم تقليل هذه المخاطر من خلال المراقبة الدقيقة من قبل الطبيب ، والذي قد يقوم بإجراء فحص مستمر للتغييرات في سلوك المريض والامتثال للعلاج.

### مناهض أفيوني
يمكن عكس التأثيرات الأفيونية (الضائرة أو غير ذلك) باستخدام مضادات أفيونية مثل النالوكسون أو النالتريكسون. ترتبط هذه المضادات التنافسية بمستقبلات الأفيون ذات التقارب الأعلى من المنبهات ولكنها لا تنشط المستقبلات. هذا يزيح الناهض ، يخفف أو يعكس التأثيرات الناهضة. ومع ذلك ، يمكن أن يكون عمر النصف للتخلص من النالوكسون أقصر من عمر المادة الأفيونية نفسها ، لذلك قد تكون هناك حاجة لتكرار الجرعات أو التسريب المستمر ، أو يمكن استخدام مضادات طويلة المفعول مثل نالميفين. في المرضى الذين يتناولون المواد الأفيونية بانتظام ، من الضروري أن يتم عكس المادة الأفيونية جزئيًا فقط لتجنب رد فعل شديد ومزعج من الاستيقاظ في حالة ألم مبرح. يتم تحقيق ذلك من خلال عدم إعطاء جرعة كاملة ولكن إعطائها بجرعات صغيرة حتى يتحسن معدل التنفس. ثم يبدأ التسريب للحفاظ على الانعكاس عند هذا المستوى ، مع الحفاظ على تخفيف الألم. تظل مضادات الأفيون هي العلاج القياسي للاكتئاب التنفسي بعد جرعة زائدة من المواد الأفيونية ، مع كون النالوكسون هو الأكثر شيوعًا ، على الرغم من أنه يمكن استخدام نالميفين المضاد الأطول مفعولًا لعلاج الجرعات الزائدة من المواد الأفيونية طويلة المفعول مثل الميثادون ، ويستخدم الديبرينورفين للتراجع آثار المواد الأفيونية القوية المستخدمة في الطب البيطري مثل إيتورفين وكارفنتانيل. ومع ذلك ، نظرًا لأن مضادات الأفيون تمنع أيضًا الآثار المفيدة للمسكنات الأفيونية ، فهي مفيدة بشكل عام فقط لعلاج الجرعة الزائدة ، مع استخدام مضادات الأفيون جنبًا إلى جنب مع المسكنات الأفيونية لتقليل الآثار الجانبية ، وتتطلب معايرة دقيقة للجرعة وغالبًا ما تكون فعالة بشكل ضعيف عند الجرعات المنخفضة بدرجة كافية السماح للحفاظ على التسكين.
لا يبدو أن النالتريكسون يزيد من مخاطر الأحداث الضائرة الخطيرة ، مما يؤكد سلامة النالتريكسون الفموي. كانت الوفيات أو الأحداث الضائرة الخطيرة بسبب السمية الارتدادية في المرضى الذين يعانون من النالوكسون نادرة.

## علم العقاقير
مقارنة المواد الأفيونية
| دواء                | نسبيا <br /> الفاعلية <br /> | غير مؤين <br /> جزء | بروتين <br /> ربط | دهون <br /> الذوبان <br /> |
| ------------------- | ---------------------------- | ------------------- | ----------------- | -------------------------- |
| مورفين              | 1                            | ++                  | ++                | ++                         |
| بيثيدين (ميبيريدين) | 0.1                          | +                   | +++               | +++                        |
| الهيدرومورفون       | 10                           |                     | +                 | +++                        |
| الفنتانيل           | 10-25                        | ++++                | ++++              | +++                        |
| الفنتانيل           | 75 - 125                     | +                   | +++               | ++++                       |
| الريميفنتانيل       | 250                          | +++                 | +++               | ++                         |
| سوفنتانيل           | من 500 إلى 1000              | ++                  | ++++              | ++++                       |
| إيتورفين            | من 1000 إلى 3000             |                     |                   |                            |
| كارفينتانيل         | 10000                        |                     |                   |                            |

ترتبط المواد الأفيونية بمستقبلات محددة للمواد الأفيونية في الجهاز العصبي والأنسجة الأخرى. هناك ثلاث فئات رئيسية من مستقبلات الأفيون ، μ ، κ ، δ (مو ، كابا ، ودلتا)، على الرغم من الإبلاغ عن ما يصل إلى سبعة عشر ، وتشمل ε و ι و λ و ζ (إبسيلون ، إيوتا ، لامدا وزيتا) المستقبلات. على العكس من ذلك ، لم تعد مستقبلات σ (Sigma) تعتبر مستقبلات أفيونية لأن تنشيطها لا يتم عكسه بواسطة نالوكسون ناهض عكسي أفيوني ، فهي لا تظهر ارتباطًا عاليًا بالمواد الأفيونية الكلاسيكية ، كما أنها انتقائية ستيريو للأيزومرات الدائرية في حين أن المستقبلات الأفيونية الأخرى هي انتقائية ستيريو للأيزومرات levo-rotatory . بالإضافة إلى ذلك ، هناك ثلاثة أنواع فرعية من مستقبلات μ : μ 1 و μ 2 ، والمستقبل μ 3 المكتشف حديثًا. هناك مستقبل آخر ذو أهمية إكلينيكية وهو المستقبل الشبيه بالمستقبلات الأفيونية 1 (ORL1)، والذي يشارك في استجابات الألم بالإضافة إلى دوره الرئيسي في تطوير التسامح مع ناهضات الأفيون μ المستخدمة كمسكنات. هذه كلها مستقبلات مقترنة ببروتين G تعمل على النقل العصبي GABAergic .

مواقع جزيء المورفين

تعتمد الاستجابة الديناميكية الدوائية للمادة الأفيونية على المستقبلات التي ترتبط بها ، وتقاربها مع هذا المستقبل ، وما إذا كانت المادة الأفيونية ناهضة أم مناهضة. على سبيل المثال ، يتم التوسط في الخصائص المسكنة فوق النخاع للمورفين ناهض المواد الأفيونية عن طريق تنشيط مستقبل μ 1 ؛ الاكتئاب التنفسي والاعتماد الجسدي من قبل مستقبل μ 2 ؛ والتسكين والتسكين النخاعي بواسطة مستقبلات κ[بحاجة لمصدر] . تثير كل مجموعة من المستقبلات الأفيونية مجموعة متميزة من الاستجابات العصبية ، مع الأنواع الفرعية للمستقبلات (مثل μ 1 و μ 2 على سبيل المثال) التي تقدم استجابات محددة أكثر [يمكن قياسها]. فريد لكل مادة أفيونية هي تقاربها الملزم المتميز مع فئات مختلفة من مستقبلات المواد الأفيونية (على سبيل المثال ، يتم تنشيط مستقبلات الأفيون μ و at و at بمقادير مختلفة وفقًا لتقاربات ارتباط المستقبلات المحددة للمادة الأفيونية). على سبيل المثال ، يُظهر المورفين القلوي الأفيوني ارتباطًا عالي التقارب بمستقبلات أفيونية المفعول ، بينما يُظهر الكيتازوسين تقاربًا كبيرًا مع مستقبلات. هذه الآلية الاندماجية هي التي تسمح بوجود مثل هذه الفئة الواسعة من المواد الأفيونية والتصاميم الجزيئية ، ولكل منها ملف تأثيرها الفريد. هيكلها الجزيئي الفردي مسؤول أيضًا عن مدة عملها المختلفة ، حيث يكون الانهيار الأيضي (مثل N -dealkylation) مسؤولاً عن استقلاب المواد الأفيونية.

INTA : ناهض انتقائي لمغاير KOR-DOR و KOR-MOR. لا يجند β- الاعتقال الثاني. Antinociceptive خالية من النفور والتسامح والاعتماد في الفئران.

### الانتقائية الوظيفية
إستراتيجية جديدة لتطوير الأدوية تأخذ في الاعتبار نقل إشارة المستقبلات. تسعى هذه الاستراتيجية جاهدة لزيادة تنشيط مسارات الإشارات المرغوبة مع تقليل التأثير على المسارات غير المرغوب فيها. أعطيت هذه الإستراتيجية التفاضلية عدة أسماء ، بما في ذلك الانتقائية الوظيفية والاندفاع المتحيز. أول مادة أفيونية تم تصميمها عمدًا كمنبه متحيز ووضعها في التقييم السريري هو عقار أوليسيريدين. يعرض نشاطًا مسكنًا ويقلل من الآثار الضارة.

### مقارنة المواد الأفيونية
تم إجراء بحث موسع لتحديد نسب التكافؤ التي تقارن الفاعلية النسبية للمواد الأفيونية. عند إعطاء جرعة من مادة أفيونية المفعول ، يتم استخدام جدول متساوي الألم لإيجاد جرعة مكافئة من مادة أخرى. تُستخدم هذه الجداول في ممارسات تناوب المواد الأفيونية ، ولوصف مادة أفيونية مقارنة بالمورفين ، المادة الأفيونية المرجعية. عادة ما تسرد جداول الألم المتساوية نصف عمر الدواء ، وأحيانًا الجرعات المتساوية من نفس الدواء عن طريق الإعطاء ، مثل المورفين: عن طريق الفم أو في الوريد.

### ملامح ملزمة
الملامح الملزمة للمواد الأفيونية في المستقبلات الأفيونية (كي ، نانومتر)
| Compound | MOR     | DOR      | KOR      | Ref             |
| --- | ------- | -------- | -------- | --------------- |
| 7-هيدروكسي ميتراجينين | 13.5    | 155      | 123      | [ 172 ]         |
| β-كلورنالتريكسامين | 0.90    | 115      | 0.083    | [ 173 ]         |
| β-إندورفين | 1.0     | 1.0      | 52       | [ 173 ]         |
| β- فونالتريكسامين | 0.33    | 48       | 2.8      | [ 173 ]         |
| الازوسين | 2.7     | 4.1      | 3.2      | [ 174 ]         |
| (-) - الازوسين | 3.0     | 15       | 4.7      | [ 175 ]         |
| (+) - الازوسين | 1,900   | 19,000   | 1,600    | [ 175 ]         |
| الفنتانيل | 39      | 21,200   | ND       | [ 176 ]         |
| بينالتورفيمين | 1.3     | 5.8      | 0.79     | [ 176 ]         |
| BNTX | 18      | 0.66     | 55       | [ 173 ]         |
| بريمازوسين | 0.75    | 2.3      | 0.089    | [ 173 ]         |
| (-) - بريمازوسين | 0.62    | 0.78     | 0.075    | [ 176 ]         |
| البوبرينورفين | 4.18    | 25.8     | 12.9     | [ 177 ]         |
| بوتورفانول | 1.7     | 13       | 7.4      | [ 175 ]         |
| BW-3734 | 26      | 0.013    | 17       | [ 173 ]         |
| كارفينتانيل | 0.024   | 3.3      | 43       | [ 174 ]         |
| كودايين | 79      | >1,000   | >1,000   | [ 173 ]         |
| CTOP | 0.18    | >1,000   | >1,000   | [ 173 ]         |
| سيكلازوسين | 0.45    | 6.3      | 5.9      | [ 175 ]         |
| سيبروديم | 9.4     | 356      | 176      | [ 176 ]         |
| دادل | 16      | 0.74     | >1,000   | [ 173 ]         |
| دامجو | 2.0     | >1,000   | >1,000   | [ 173 ]         |
| [D-Ala2] دلتورفين الثاني | >1,000  | 3.3      | >1,000   | [ 173 ]         |
| Dermorphin | 0.33    | >1,000   | >1,000   | [ 173 ]         |
| (+)-Desmetramadol | 17      | 690      | 1,800    | [ 178 ] [ 179 ] |
| Dextropropoxyphene | 34.5    | 380      | 1,220    | [ 177 ]         |
| Dezocine | 3.6     | 290      | 460      | [ 174 ]         |
| Dihydroetorphine | 0.45    | 1.82     | 0.57     | [ 180 ]         |
| Diprenorphine | 0.072   | 0.23     | 0.017    | [ 173 ]         |
| DPDPE | >1,000  | 14       | >1,000   | [ 173 ]         |
| DSLET | 39      | 4.8      | >1,000   | [ 173 ]         |
| Dynorphin A | 32      | >1,000   | 0.5      | [ 173 ]         |
| Ethylketazocine | 3.1     | 101      | 0.40     | [ 173 ]         |
| (−)-Ethylketazocine | 2.3     | 5.2      | 2.2      | [ 175 ]         |
| (+)-Ethylketazocine | 2,500   | >10,000  | 1,600    | [ 175 ]         |
| Etorphine | 0.23    | 1.4      | 0.13     | [ 173 ]         |
| Fentanyl | 0.39    | >1,000   | 255      | [ 173 ]         |
| Hydrocodone | 11.1    | 962      | 501      | [ 177 ]         |
| Hydromorphone | 0.47    | 18.5     | 24.9     | [ 174 ]         |
| ICI-204488 | >1,000  | >1,000   | 0.71     | [ 173 ]         |
| Leu-enkephalin | 3.4     | 4.0      | >1,000   | [ 173 ]         |
| Levacetylmethadol | 9.86    | 169      | 1,020    | [ 177 ]         |
| Lofentanil | 0.68    | 5.5      | 5.9      | [ 173 ]         |
| Met-enkephalin | 0.65    | 1.7      | >1,000   | [ 173 ]         |
| Metazocine | 3.8     | 44.3     | 13.3     | [ 174 ]         |
| Methadone | 1.7     | 435      | 405      | [ 177 ]         |
| Dextromethadone | 19.7    | 960      | 1,370    | [ 177 ]         |
| Levomethadone | 0.945   | 371      | 1,860    | [ 177 ]         |
| Methallorphan | ND      | ND       | ND       | ND              |
| Dextrallorphan | 1,140   | 2,660    | 34.6     | [ 177 ]         |
| Levallorphan | 0.213   | 2.18     | 1,100    | [ 177 ]         |
| Methorphan | ND      | ND       | ND       | ND              |
| Dextromethorphan | 1,280   | 11,500   | 7,000    | [ 177 ]         |
| Levomethorphan | 11.2    | 249      | 225      | [ 177 ]         |
| Mitragynine | 7.24    | 60.3     | 1,100    | [ 172 ]         |
| Mitragynine pseudoindoxyl | 0.087   | 3.02     | 79.4     | [ 172 ]         |
| Morphanol | ND      | ND       | ND       | ND              |
| Dextrorphan | 420     | 34٬700   | 5٬950    | [ 177 ]         |
| Levorphanol | 0.42    | 3.61     | 4.2      | [ 177 ]         |
| Morphiceptin | 56      | >1,000   | >1,000   | [ 173 ]         |
| Morphine | 1.8     | 90       | 317      | [ 176 ]         |
| Morphine, (−)- | 1.24    | 145      | 23.4     | [ 177 ]         |
| Morphine, (+)- | >10,000 | >100,000 | >300,000 | [ 177 ]         |
| MR-2266 | 1.0     | 3.0      | 0.16     | [ 174 ]         |
| Nalbuphine | 11      | >1,000   | 3.9      | [ 173 ]         |
| Nalmefene | 0.24    | 16       | 0.083    | [ 181 ]         |
| Nalorphine | 0.97    | 148      | 1.1      | [ 173 ]         |
| Naloxonazine | 0.054   | 8.6      | 11       | [ 173 ]         |
| Naloxone | 1.1     | 16       | 12       | [ 175 ]         |
| (−)-Naloxone | 0.93    | 17       | 2.3      | [ 173 ]         |
| (+)-Naloxone | >1,000  | >1,000   | >1,000   | [ 173 ]         |
| Naltrexone | 1.0     | 149      | 3.9      | [ 173 ]         |
| Naltriben | 12      | 0.013    | 13       | [ 173 ]         |
| Naltrindole | 64      | 0.02     | 66       | [ 173 ]         |
| Norbinaltorphimine | 2.2     | 65       | 0.027    | [ 173 ]         |
| Normorphine | 4.0     | 310      | 149      | [ 176 ]         |
| Ohmefentanyl | 0.0079  | 10       | 32       | [ 176 ]         |
| Oxycodone | 8.69    | 901      | 1,350    | [ 177 ]         |
| Oxymorphindole | 111     | 0.7      | 228      | [ 174 ]         |
| Oxymorphone | 0.78    | 50       | 137      | [ 176 ]         |
| Pentazocine | 5.7     | 31       | 7.2      | [ 173 ]         |
| Pethidine (meperidine) | 385     | 4٬350    | 5,140    | [ 176 ]         |
| Phenazocine | 0.20    | 5.0      | 2.0      | [ 182 ]         |
| PLO17 | 30      | >1,000   | >1,000   | [ 173 ]         |
| Quadazocine | 0.99    | 2.6      | 0.5      | [ 183 ]         |
| Salvinorin A | >10,000 | >10,000  | 16       | [ 184 ]         |
| Samidorphan | 0.052   | 2.6      | 0.23     | [ 185 ]         |
| SIOM | 33      | 1.7      | >1,000   | [ 173 ]         |
| Spiradoline | 21      | >1,000   | 0.036    | [ 173 ]         |
| Sufentanil | 0.15    | 50       | 75       | [ 173 ]         |
| Tianeptine | 383     | >10,000  | >10,000  | [ 186 ]         |
| Tifluadom | 32      | 189      | 2.1      | [ 175 ]         |
| Tramadol | 2٬120   | 57٬700   | 42٬700   | [ 177 ]         |
| (+)-Tramadol | 1٬330   | 62٬400   | 54٬000   | [ 177 ]         |
| (−)-Tramadol | 24٬800  | 213٬000  | 53٬500   | [ 177 ]         |
| U-50488 | >1,000  | >1,000   | 0.12     | [ 173 ]         |
| U-69593 | >1,000  | >1,000   | 0.59     | [ 173 ]         |
| Xorphanol | 0.25    | 1.0      | 0.4      | [ 183 ]         |
| القيم هي Ki (نانومتر)، ما لم يذكر خلاف ذلك. كلما كانت القيمة أصغر ، زادت قوة ارتباط الدواء بالموقع. تم إجراء الاختبارات في الغالب باستخدام مستقبلات القوارض المستنسخة أو المستزرعة. |         |          |          |                 |

## استعمال
زادت الوصفات الطبية للأفيون في الولايات المتحدة من 76 مليون في عام 1991 إلى 207 مليون في عام 2013.
في التسعينيات ، ازداد وصف المواد الأفيونية بشكل ملحوظ. بمجرد استخدامها حصريًا تقريبًا لعلاج الألم الحاد أو الألم الناجم عن السرطان ، توصف المواد الأفيونية الآن بشكل حر للأشخاص الذين يعانون من الألم المزمن. وقد ترافق ذلك مع ارتفاع معدلات الإدمان العرضي والجرعات الزائدة العرضية التي أدت إلى الوفاة. وفقًا للهيئة الدولية لمراقبة المخدرات، تتصدر الولايات المتحدة وكندا نصيب الفرد من استهلاك المواد الأفيونية الموصوفة. عدد وصفات الأدوية الأفيونية للفرد في الولايات المتحدة وكندا هو ضعف الاستهلاك في الاتحاد الأوروبي وأستراليا ونيوزيلندا. تأثر بعض السكان بأزمة إدمان المواد الأفيونية أكثر من غيرهم ، بما في ذلك مجتمعات العالم الأول  والسكان ذوي الدخل المنخفض. يقول أخصائيو الصحة العامة أن هذا قد يكون ناتجًا عن عدم توفر أو ارتفاع تكلفة الطرق البديلة لمعالجة الألم المزمن. تم وصف المواد الأفيونية بأنها علاج فعال من حيث التكلفة للألم المزمن ، ولكن يجب مراعاة تأثير وباء الأفيون والوفيات الناجمة عن الجرعات الزائدة من المواد الأفيونية عند تقييم فعاليتها من حيث التكلفة. تشير البيانات من عام 2017 إلى أنه في الولايات المتحدة يتم وصف 3.4٪ من سكان الولايات المتحدة بالمواد الأفيونية لإدارة الألم يوميًا. أدت الدعوة إلى وصف المواد الأفيونية إلى ممارسات واسعة النطاق لتقليل المواد الأفيونية مع القليل من الأدلة العلمية لدعم سلامة أو فائدة المرضى الذين يعانون من الألم المزمن.

## التاريخ

### المواد الأفيونية التي تحدث بشكل طبيعي

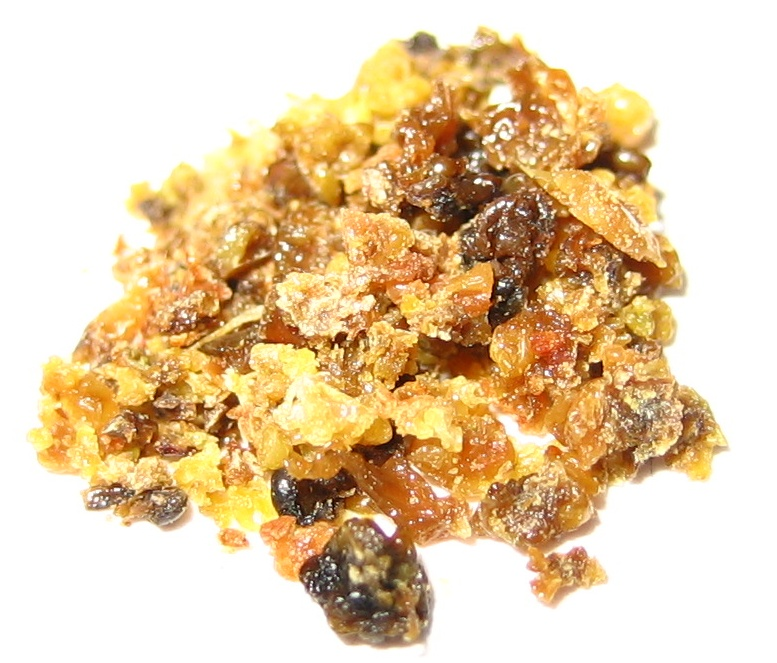
عينة من الأفيون الخام

تعد المواد الأفيونية من أقدم العقاقير المعروفة في العالم. يرجع أقدم دليل معروف عن Papaver somniferum في موقع أثري بشري إلى العصر الحجري الحديث حوالي 5700-5500 قبل الميلاد. تم العثور على بذوره في Cueva de los Murciélagos في شبه الجزيرة الأيبيرية وLa Marmotta في شبه الجزيرة الإيطالية.
يمكن إرجاع استخدام خشخاش الأفيون للأغراض الطبية والترفيهية والدينية إلى القرن الرابع قبل الميلاد ، عندما تذكر الأيدوجرامات الموجودة على الألواح الطينية السومرية استخدام «هول جيل»، «نبات الفرح». كان الأفيون معروفًا عند المصريين ، وقد ورد ذكره في بردية إبيرس كمكون في خليط لتهدئة الأطفال ،  ولعلاج خراجات الثدي.
كان الأفيون معروفًا أيضًا عند الإغريق. تم تقديره من قبل أبقراط (حوالي 460 - 370 قبل الميلاد) وطلابه لخصائصه التي تحفز على النوم ، ويستخدم لعلاج الألم. القول اللاتيني "Sedare dolorem opus divinum est"، trans. «تخفيف الألم هو عمل إلهي»، يُنسب إلى أبقراط وجالينوس بيرغاموم. تمت مناقشة الاستخدام الطبي للأفيون لاحقًا من قبل Pedanius Dioscorides (حوالي 40-90 بعد الميلاد)، وهو طبيب يوناني يخدم في الجيش الروماني ، في عمله المكون من خمسة مجلدات ، De Materia Medica .
خلال العصر الذهبي الإسلامي، نوقش استخدام الأفيون بالتفصيل من قبل ابن سينا (حوالي 980 - يونيو 1037 م) في قانون الطب . تتضمن مجلدات الكتاب الخمسة معلومات عن تحضير الأفيون ، ومجموعة من التأثيرات الجسدية ، واستخدامه لعلاج مجموعة متنوعة من الأمراض ، وموانع استخدامه ، وخطره المحتمل بإعتباره سم ، وإمكانية إدمانه. لم يشجع ابن سينا على استخدام الأفيون إلا كملاذ أخير ، مفضلاً معالجة أسباب الألم بدلاً من محاولة تقليله بالمسكنات. تم دعم العديد من ملاحظات ابن سينا من خلال الأبحاث الطبية الحديثة.
بالضبط عندما أصبح العالم على دراية بالأفيون في الهند والصين غير مؤكد ، ولكن تم ذكر الأفيون في العمل الطبي الصيني K'ai-pao-Pen-tsdo (973 م)  بحلول عام 1590 م ، كان خشخاش الأفيون ربيعًا أساسيًا محصول في سباح منطقة اجرا.
غالبًا ما يُنسب للطبيب باراسيلسوس (حوالي 1493-1541) إعادة إدخال الأفيون في الاستخدامات الطبية في أوروبا الغربية، خلال عصر النهضة الألمانية. امتدح فوائد الأفيون للاستخدام الطبي. كما ادعى أن لديه "arcanum"، وهو حبة سماها laudanum ، تفوق جميع الأنواع الأخرى ، لا سيما عندما كان الموت سيُخدع. ("Ich hab 'ein Arcanum - Heiss' ich Laudanum، ist über das Alles، wo es zum Tode reichen will."  أكد الكتاب اللاحقون أن وصفة باراسيلسوس للودانوم تحتوي على الأفيون ، لكن تركيبته لا تزال غير معروفة.

### لودانوم
تم استخدام مصطلح laudanum بشكل عام لدواء مفيد حتى القرن السابع عشر. بعد أن قدم توماس سيدنهام أول صبغة سائلة من الأفيون ، أصبحت كلمة "laudanum" تعني مزيجًا من الأفيون والكحول. وصفة سيدنهام 1669 للودانوم مختلطة الأفيون مع النبيذ والزعفران والقرنفل والقرفة. تم استخدام شعار سيدنهام على نطاق واسع في كل من أوروبا والأمريكتين حتى القرن العشرين. ومن الأدوية الشعبية الأخرى ، القائمة على الأفيون ، الباريجوريك Paregoric ، وهو سائل أكثر اعتدالا للأطفال. قطرة سوداء، إعداد أقوى ؛ ومسحوق دوفر .

### تجارة الأفيون
أصبح الأفيون سلعة استعمارية رئيسية ، وانتقل بشكل قانوني وغير قانوني عبر شبكات التجارة في شبه القارة الهندية، وأمريكا الاستعمارية، وتشينغ الصين وغيرها. رأى أعضاء شركة الهند الشرقية في تجارة الأفيون فرصة استثمارية بدأت في عام 1683. في عام 1773، أنشأ حاكم البنغال احتكارًا لإنتاج أفيون البنغال نيابة عن إدارة شركة الهند الشرقية . تم مركزية زراعة وتصنيع الأفيون الهندي من خلال سلسلة من القوانين الصادرة بين عامي 1797 و 1949. وازن تجار شركة الهند الشرقية العجز الاقتصادي الناجم عن استيراد الشاي الصيني عن طريق بيع الأفيون الهندي الذي تم تهريبه إلى الصين في تحد لحظر حكومة تشينغ . هذه التجارة أدى إلى الأولى وحروب الأفيون الثانية .

### مورفين
في القرن التاسع عشر ، تم إحراز تقدمين علميين كبيرين كان لهما آثار بعيدة المدى. حوالي عام 1804، قام عالم الصيدلة الألماني فريدريش سرتورنر بعزل المورفين من الأفيون. وصف تبلورها وبنيتها وخصائصها الدوائية في ورقة لقيت استحسانًا في عام 1817. كان المورفين أول قلويد يتم عزله من أي نبات طبي ، وبداية اكتشاف الأدوية العلمية الحديثة.
التقدم الثاني ، بعد ما يقرب من خمسين عامًا ، كان صقل الإبرة تحت الجلد بواسطة ألكسندر وود وآخرين. جعل تطوير حقنة زجاجية بإبرة تحت الجلد من الممكن بسهولة إدارة الجرعات القابلة للقياس القابلة للقياس من المركب النشط الأساسي.
تم الترحيب بالمورفين في البداية كعقار عجيب لقدرته على تخفيف الألم. يمكن أن يساعد الناس على النوم ،  وله آثار جانبية مفيدة أخرى ، بما في ذلك السيطرة على السعال والإسهال. تم وصفه على نطاق واسع من قبل الأطباء ، وصرفه الصيادلة دون قيود. خلال الحرب الأهلية الأمريكية، تم استخدام الأفيون واللودانوم على نطاق واسع لعلاج الجنود. كما كان يوصف بشكل متكرر للنساء ، لآلام الدورة الشهرية والأمراض ذات «الطابع العصبي». :85 في البداية افترض (خطأ) أن طريقة التطبيق الجديدة هذه لن تسبب الإدمان.

### كودايين
تم اكتشاف الكودايين في عام 1832 من قبل Pierre Jean Robiquet . كان Robiquet يراجع طريقة لاستخراج المورفين ، وصفها الكيميائي الإسكتلندي William Gregory (1803–1858). معالجة البقايا المتبقية من إجراء غريغوري ، عزل Robiquet مادة بلورية من المكونات النشطة الأخرى للأفيون. وكتب عن اكتشافه: «هذه مادة جديدة موجودة في الأفيون. . . ونحن نعلم أن المورفين، الذي كان يعتقد حتى الآن أن يكون نشاطا من حيث المبدأ فقط من الأفيون، لا يأخذ في الحسبان جميع الآثار ولفترة طويلة فسيولوجي يدعون أن هناك فجوة لابد من سدها.»  أدى اكتشافه للقلويد إلى تطوير جيل من الأدوية المضادة للسعال ومضادات الإسهال القائمة على الكودايين.

### المواد الأفيونية شبه الاصطناعية والاصطناعية
تم اختراع المواد الأفيونية الاصطناعية واكتشاف الآليات البيولوجية لأفعالها في القرن العشرين. لقد بحث العلماء عن أشكال غير مسببة للإدمان من المواد الأفيونية ، لكنهم ابتكروا أشكالًا أقوى بدلاً من ذلك. في إنجلترا ، طور تشارلز روملي ألدر رايت مئات المركبات الأفيونية في بحثه عن مشتق أفيون غير إدماني. في عام 1874 أصبح أول شخص يصنع الديامورفين (الهيروين)، باستخدام عملية تسمى الأسيتيل والتي تنطوي على غليان المورفين مع أنهيدريد الخل لعدة ساعات.
لم يحظ الهيروين باهتمام كبير حتى تم تصنيعه بشكل مستقل بواسطة فيليكس هوفمان (1868–1946)، الذي كان يعمل لصالح هاينريش دريسر (1860-1924) في مختبرات باير. جلب دريسر الدواء الجديد إلى السوق كمسكن وعلاج للسعال لمرض السل والتهاب الشعب الهوائية والربو في عام 1898. توقفت شركة Bayer عن الإنتاج في عام 1913، بعد التعرف على إمكانية إدمان الهيروين.
تم تطوير العديد من المواد الأفيونية شبه الاصطناعية في ألمانيا في العقد الأول من القرن العشرين. أول، أوكس مورفون، تم تصنيعه من ثيبائين، قلويد المواد الأفيونية في خشخاش الأفيون، في عام 1914. بعد ذلك ، طور مارتن فرويند وإدموند شباير أوكسيكودون، أيضًا من الثيباين ، في جامعة فرانكفورت في عام 1916. في عام 1920، تم تحضير الهيدروكودون بواسطة Carl Mannich وHelene Löwenheim ، مستمدًا من الكوديين. في عام 1924، تم تصنيع الهيدرومورفون بإضافة الهيدروجين إلى المورفين. تم تصنيع الإيتورفين في عام 1960، من الأوريبافين في قش خشخاش الأفيون. تم اكتشاف البوبرينورفين في عام 1972.
أول مادة أفيونية اصطناعية بالكامل كانت ميبيريدين (لاحقًا ديميرول)، وجدها الكيميائي الألماني أوتو إيسليب (أو إيسليب) في آي جي فاربين عام 1932 بالصدفة. كان الميبريدين هو أول مادة أفيونية لها بنية لا علاقة لها بالمورفين ، ولكن لها خصائص شبيهة بالأفيون. اكتشف أوتو شاومان آثاره المسكنة في عام 1939. قام كل من Gustav Ehrhart وMax Bockmühl ، أيضًا في IG Farben ، ببناء أعمال Eisleb و Schaumann. قاموا بتطوير "Hoechst 10820" (الميثادون لاحقًا) حوالي عام 1937. في عام 1959، طور الطبيب البلجيكي بول يانسن مادة الفنتانيل، وهو عقار اصطناعي بقوة 30 إلى 50 مرة من الهيروين. يعرف الآن ما يقرب من 150 مادة أفيونية اصطناعية.

### التجريم والاستخدام الطبي
تم تجريم الاستخدام غير السريري للأفيون في الولايات المتحدة بموجب قانون ضريبة هاريسون للمخدرات لعام 1914، وبموجب العديد من القوانين الأخرى. تم وصم استخدام المواد الأفيونية بالعار ، وكان يُنظر إليها على أنها مادة خطيرة ، لا توصف إلا كملاذ أخير للمرضى المحتضرين. خفف قانون المواد الخاضعة للرقابة لعام 1970 في النهاية من قسوة قانون هاريسون.[بحاجة لمصدر]
في المملكة المتحدة تقرير 1926 لجنة الإدارات على المورفين والهيروين الإدمان أعاد برئاسة رئيس الكلية الملكية للأطباء مراقبة الطبية وتأسيس «النظام البريطاني» عن نطاق السيطرة والتي استمرت حتى 1960s.
في الثمانينيات ، نشرت منظمة الصحة العالمية مبادئ توجيهية لوصف الأدوية ، بما في ذلك المواد الأفيونية ، لمستويات مختلفة من الألم. في الولايات المتحدة ، أصبحت كاثلين فولي ورسل بورتينوي من كبار المدافعين عن الاستخدام الليبرالي للمواد الأفيونية كمسكنات للألم في حالات «الألم غير الخبيث المستعصي على الحل». مع وجود أدلة علمية قليلة أو معدومة لدعم ادعاءاتهم ، اقترح علماء الصناعة والدعاة أن الذين يعانون من الألم المزمن سيكونون مقاومة للإدمان.
كان إطلاق OxyContin في عام 1996 مصحوبًا بحملة تسويقية قوية تروج لاستخدام المواد الأفيونية لتخفيف الآلام. غذت زيادة وصف الأدوية الأفيونية السوق السوداء المتنامية للهيروين. بين عامي 2000 و 2014، كانت هناك «زيادة مقلقة في تعاطي الهيروين في جميع أنحاء البلاد ووباء وفيات جرعات زائدة من المخدرات» 
ونتيجة لذلك ، دعت منظمات الرعاية الصحية ومجموعات الصحة العامة ، مثل أطباء لوصف الأدوية الأفيونية المسؤولة ، إلى تخفيضات في وصف الأدوية الأفيونية. في عام 2016، أصدرت مراكز السيطرة على الأمراض والوقاية منها (CDC) مجموعة جديدة من الإرشادات لوصف المواد الأفيونية «للألم المزمن خارج العلاج النشط للسرطان ، والرعاية الملطفة ، والرعاية في نهاية العمر» وزيادة المواد الأفيونية. التناقص .

### إزالة المخاطر
في أبريل 2019 ، أعلنت إدارة الغذاء والدواء الأمريكية إطلاق حملة تعليمية جديدة لمساعدة الأمريكيين على فهم الدور المهم الذي يلعبونه في إزالة المواد الأفيونية الموصوفة من منازلهم والتخلص منها بشكل صحيح. هذه المبادرة الجديدة هي جزء من جهود إدارة الغذاء والدواء المستمرة لمعالجة أزمة المواد الأفيونية على الصعيد الوطني (انظر أدناه) وتهدف إلى المساعدة في تقليل التعرض غير الضروري للمواد الأفيونية ومنع الإدمان الجديد. تستهدف حملة «إزالة المخاطر» النساء اللائي تتراوح أعمارهن بين 35 و 64 عامًا ، اللائي من المرجح أن يشرفن على قرارات الرعاية الصحية المنزلية وغالبًا ما يعملن كبوابات للأدوية الأفيونية والأدوية الأخرى في المنزل.

## المجتمع والثقافة

### تعريف
نشأ مصطلح «المواد الأفيونية» في الخمسينيات من القرن الماضي. فهو يجمع بين «أفيون» + «- شبيه» بمعنى «شبه أفيوني» («أفيون» عبارة عن مورفين وعقاقير مماثلة مشتقة من الأفيون). تضمن أول منشور علمي استخدمه ، في عام 1963، حاشية سفلية تقول: «في هذه الورقة ، يُستخدم المصطلح» أفيوني المفعول «بالمعنى الذي اقترحه في الأصل جورج إتش أتشيسون (اتصال شخصي) للإشارة إلى أي مركب كيميائي. مع أنشطة تشبه المورفين». بحلول أواخر الستينيات ، وجدت الأبحاث أن التأثيرات الأفيونية يتم توسطها عن طريق تنشيط مستقبلات جزيئية معينة في الجهاز العصبي ، والتي كانت تسمى «مستقبلات الأفيون». تم تنقيح تعريف «المواد الأفيونية» لاحقًا للإشارة إلى المواد التي لها أنشطة شبيهة بالمورفين يتم التوسط فيها عن طريق تنشيط مستقبلات المواد الأفيونية. ينص أحد الكتب المدرسية الحديثة في علم الصيدلة على ما يلي: «ينطبق مصطلح المواد الأفيونية على جميع الناهضات والمناهضات ذات النشاط الشبيه بالمورفين ، وكذلك الببتيدات الأفيونية المصنعة بشكل طبيعي». هناك مرجع آخر في علم العقاقير يلغي المطلب الشبيه بالمورفين : «الأفيون ، وهو مصطلح أكثر حداثة ، يستخدم لتعيين جميع المواد ، الطبيعية منها والاصطناعية ، التي ترتبط بمستقبلات الأفيون (بما في ذلك المضادات)». تعرّف بعض المصادر مصطلح المواد الأفيونية لاستبعاد المواد الأفيونية ، ويستخدم البعض الآخر الأفيون بشكل شامل بدلاً من المواد الأفيونية ، لكن المواد الأفيونية المستخدمة بشكل شامل تعتبر حديثة ومفضلة وشائعة الاستخدام.

### جهود للحد من سوء المعاملة في الولايات المتحدة
في عام 2011، أصدرت إدارة أوباما كتابًا أبيض يصف خطة الإدارة للتعامل مع أزمة المواد الأفيونية . ترددت مخاوف الإدارة بشأن الإدمان والجرعات الزائدة العرضية من قبل العديد من المجموعات الطبية والاستشارية الحكومية الأخرى في جميع أنحاء العالم.
اعتبارًا من عام 2015، توجد برامج مراقبة العقاقير الطبية في كل ولاية ، باستثناء ولاية ميسوري. تسمح هذه البرامج للصيادلة والوصفين بالوصول إلى سجلات الوصفات الطبية للمرضى من أجل تحديد الاستخدام المشبوه. ومع ذلك ، وجدت دراسة استقصائية لأطباء أمريكيين نُشرت في عام 2015 أن 53٪ فقط من الأطباء استخدموا هذه البرامج ، في حين لم يكن 22٪ منهم على علم بأن هذه البرامج متاحة لهم. تم تكليف مراكز السيطرة على الأمراض والوقاية منها بوضع ونشر مبادئ توجيهية جديدة ، وتم الضغط عليها بشدة. في عام 2016، نشرت المراكز الأمريكية لمكافحة الأمراض والوقاية منها مبادئها التوجيهية لوصف المواد الأفيونية للألم المزمن ، وأوصت بعدم استخدام المواد الأفيونية إلا عندما يُتوقع أن تفوق فوائد الألم والوظيفة المخاطر ، ثم استخدامها بأقل جرعة فعالة ، مع تجنب استخدام المواد الأفيونية المتزامنة مع البنزوديازيبين كلما أمكن ذلك. تشير الأبحاث إلى أنه يمكن في بعض الأحيان منع وصف الجرعات العالية من المواد الأفيونية المرتبطة بالعلاج الأفيوني المزمن (COT) من خلال الإرشادات التشريعية للولاية والجهود التي تبذلها الخطط الصحية التي تكرس الموارد وتضع توقعات مشتركة لتقليل الجرعات العالية.
في 10 أغسطس 2017، أعلن دونالد ترامب أن أزمة المواد الأفيونية حالة طوارئ وطنية للصحة العامة (غير تابعة لـ FEMA).

### النقص العالمي
حددت منظمة الصحة العالمية المورفين والأدوية الأخرى التي أساسها الخشخاش على أنها ضرورية في علاج الآلام الشديدة. اعتبارًا من عام 2002، سبع دول (الولايات المتحدة الأمريكية ، والمملكة المتحدة ، وإيطاليا ، وأستراليا ، وفرنسا ، وإسبانيا ، واليابان) تستخدم 77 ٪ من إمدادات المورفين في العالم ، مما يترك العديد من البلدان الناشئة تفتقر إلى أدوية تخفيف الآلام. تنظم الهيئة الدولية لمراقبة المخدرات النظام الحالي لتوريد مواد الخشخاش الخام لتصنيع الأدوية القائمة على الخشخاش بموجب أحكام الاتفاقية الوحيدة للمخدرات لعام 1961 . يجب أن تتوافق كمية مواد الخشخاش الخام التي يمكن أن يطلبها كل بلد سنويًا بناءً على هذه الأحكام مع تقدير احتياجات البلد المأخوذة من الاستهلاك الوطني خلال العامين الماضيين. ينتشر وصف المورفين في كثير من البلدان بسبب ارتفاع الأسعار ونقص التدريب على وصف الأدوية التي أساسها الخشخاش. تعمل منظمة الصحة العالمية الآن مع إدارات من مختلف البلدان لتدريب العاملين الصحيين وتطوير اللوائح الوطنية المتعلقة بوصفات الأدوية لتسهيل وصف أكبر للأدوية التي تعتمد على الخشخاش.
اقترح مجلس سينليس فكرة أخرى لزيادة توافر المورفين ، والذي يقترح ، من خلال اقتراحه الخاص بالمورفين الأفغاني، أن أفغانستان يمكن أن تقدم حلولاً رخيصة لتخفيف الآلام إلى البلدان الناشئة كجزء من نظام من الدرجة الثانية للإمداد من شأنه أن يكمل الهيئة الدولية لمراقبة المخدرات الحالية. نظام منظم من خلال الحفاظ على التوازن والنظام المغلق الذي ينشئه مع توفير المورفين المنتج النهائي لأولئك الذين يعانون من آلام شديدة وغير قادرين على الوصول إلى الأدوية القائمة على الخشخاش في ظل النظام الحالي.

### استعمال ترفيهي
يمكن أن تنتج المواد الأفيونية شعورًا قويًا بالنشوة  وتستخدم بشكل متكرر للترفيه. ترتبط تقليديا بالمواد الأفيونية غير المشروعة مثل الهيروين ، يساء استخدام المواد الأفيونية الموصوفة طبيًا بشكل ترفيهي.
تشمل إساءة استخدام العقاقير والاستخدام غير الطبي استخدام الأدوية لأسباب أو بجرعات غير الموصوفة. يمكن أن يشمل إساءة استخدام المواد الأفيونية أيضًا توفير الأدوية للأشخاص الذين لم يتم وصفها لهم. ويمكن التعامل مع هذا التحويل كجرائم يعاقب عليها بالسجن في العديد من البلدان. في عام 2014، أساء ما يقرب من 2 مليون أمريكي أو اعتمدوا على المواد الأفيونية الموصوفة.

## تصنيف
هناك عدد من الفئات الواسعة من المواد الأفيونية:[بحاجة لمصدر]
- المواد الأفيونية الطبيعية: القلويات الموجودة في راتينج خشخاش الأفيون، وخاصة المورفين والكوديين والثيباين، ولكن ليس بابافيرين ونوسكابين اللذين لهما آلية عمل مختلفة ؛ يمكن اعتبار ما يلي من المواد الأفيونية الطبيعية: تحتوي أوراق Mitragyna speciosa (المعروفة أيضًا باسم kratom) على عدد قليل من المواد الأفيونية التي تحدث بشكل طبيعي ، وتنشط عبر مستقبلات Mu- و Delta. سالفينورين أ، الموجود بشكل طبيعي في نبات سالفيا ديفينوروم، هو ناهض لمستقبلات كابا الأفيونية.[261]
- استرات المورفين المواد الأفيونية: قليلا غيرت كيميائيا ولكن أكثر طبيعية من شبه التركيبية، حيث أن معظم هي طلائع الأدوية المورفين، ثنائي أسيتيل مورفين (المورفين ثنائي الأسيتات، الهيروين)، نيكومورفين (المورفين dinicotinate)، dipropanoylmorphine (المورفين دي بروبيونات)، ديزومورفين، acetylpropionylmorphine ، dibenzoylmorphine ، diacetyldihydromorphine ؛ [262][263]
- المواد الأفيونية شبه الاصطناعية: تم إنشاؤها من أي من المواد الأفيونية الطبيعية أو استرات المورفين، مثل الهيدرومورفون، الهيدروكودون، كسيكودوني، أوكس مورفون، إيثيل مورفين والبوبرينورفين.
- المواد الأفيونية الاصطناعية تماما: مثل الفنتانيل، البيثيدين، يفورفانول، الميثادون، ترامادول، تابينتادول، وبروبوكسيفين.
- الببتيدات الأفيونية الذاتية، التي تُنتج بشكل طبيعي في الجسم ، مثل الإندورفين، والإنكيفالين، والدينورفين، والإندومورفين. يتم تضمين المورفين وبعض المواد الأفيونية الأخرى ، التي يتم إنتاجها بكميات صغيرة في الجسم ، في هذه الفئة.

ترامادول وتابينتادول، والتي تكون بمثابة مثبطات امتصاص مثبطات أيضا بمثابة خفيفة وقوية منبهات (على التوالي) من مستقبلات μ للمواد الأفيونية . ينتج كلا الدواءين تسكينًا حتى عند تناول النالوكسون، وهو مضاد أفيوني.
بعض قاصر الأفيون قلويدات وكما وجدت والمواد المختلفة مع العمل الأفيونية في أماكن أخرى، بما في ذلك الجزيئات الموجودة في قرطوم، القبرية ، و ديفينوروم سالفيا النباتات وبعض أنواع الخشخاش جانبا من الخشخاش المنوم. هناك أيضًا سلالات تنتج كميات وفيرة من الثيباين ، وهي مادة خام مهمة لصنع العديد من المواد الأفيونية شبه الاصطناعية والاصطناعية. من بين أكثر من 120 نوعًا من الخشخاش ، هناك نوعان فقط ينتجان المورفين.
من بين المسكنات ، هناك عدد قليل من العوامل التي تعمل على الجهاز العصبي المركزي ولكن ليس على نظام المستقبلات الأفيونية وبالتالي لا تحتوي على أي من الصفات الأخرى (المخدرة) للمواد الأفيونية على الرغم من أنها قد تسبب النشوة من خلال تخفيف الألم - وهو نشوة ، لأن من طريقة إنتاجه ، لا يشكل أساس التعود أو الاعتماد الجسدي أو الإدمان. ويأتي في مقدمة هذه هي نيفوبام، أورفينادرين، وربما فينيل تولوكسامين أو بعض مضادات الهيستامين . مضادات الاكتئاب ثلاثية الحلقات لها تأثير مسكن للألم أيضًا ، لكن يُعتقد أنها تفعل ذلك عن طريق تنشيط نظام المواد الأفيونية الذاتية المنشأ بشكل غير مباشر. يعتبر الباراسيتامول في الغالب مسكنًا يعمل بشكل مركزي (غير مخدر) والذي يتوسط تأثيره من خلال العمل على مسارات هرمون السيروتونين الهابطة (5-هيدروكسي تريبتامينرجيك)، لزيادة إطلاق 5-HT (الذي يمنع إطلاق وسطاء الألم). كما أنه يقلل من نشاط سيكلو أوكسيجيناز. تم اكتشاف مؤخرًا أن معظم أو كل الفعالية العلاجية للباراسيتامول ترجع إلى المستقلب AM404 ، الذي يعزز إفراز السيروتونين ويمنع امتصاص أنانداميد.
المسكنات الأخرى تعمل بشكل محيطي (أي ليس على الدماغ أو النخاع الشوكي). بدأت الأبحاث تظهر أن المورفين والأدوية ذات الصلة قد يكون لها بالفعل تأثيرات محيطية أيضًا ، مثل هلام المورفين الذي يعمل على الحروق. اكتشفت التحقيقات الحديثة مستقبلات أفيونية المفعول على الخلايا العصبية الحسية المحيطية. يمكن التوسط في جزء كبير (يصل إلى 60٪) من المسكنات الأفيونية عن طريق مستقبلات الأفيون المحيطية ، لا سيما في حالات الالتهاب مثل التهاب المفاصل وآلام الصدمة أو الجراحة. يخفف الألم الالتهابي أيضًا من خلال الببتيدات الأفيونية الذاتية المنشأ التي تعمل على تنشيط مستقبلات الأفيون المحيطية.
تم اكتشافه عام 1953،[بحاجة لمصدر] أن البشر وبعض الحيوانات ينتجون بشكل طبيعي كميات صغيرة من المورفين والكوديين وربما بعض مشتقاتهم الأبسط مثل الهيروين وثنائي هيدرومورفين، بالإضافة إلى الببتيدات الأفيونية الذاتية. بعض البكتيريا قادرة على إنتاج بعض المواد الأفيونية شبه الاصطناعية مثل الهيدرومورفون والهيدروكودون عند العيش في محلول يحتوي على المورفين أو الكودايين على التوالي.
العديد من القلويدات ومشتقات أخرى من خشخاش الأفيون ليست أفيونية أو مخدرات ؛ أفضل مثال على ذلك هو البابافيرين المرخي للعضلات الملساء. Noscapine هو حالة هامشية لأنه يحتوي على تأثيرات على الجهاز العصبي المركزي ولكن ليس بالضرورة مشابهًا للمورفين ، وربما يكون في فئة خاصة به.
Dextromethorphan (الأيزومير الفراغي للليفوميثورفان، ناهض أفيوني شبه اصطناعي) ومستقلب ديكسترروفان ليس لهما تأثير مسكن أفيوني على الإطلاق على الرغم من تشابههما البنيوي مع المواد الأفيونية الأخرى ؛ بدلاً من ذلك ، فهي مضادات قوية لـ NMDA ومنبهات مستقبلات سيجما 1 و 2 وتستخدم في العديد من مثبطات السعال التي لا تستلزم وصفة طبية .
Salvinorin A هو ناهض فريد من نوعه انتقائي قوي لمستقبلات الأفيون. ومع ذلك ، فإنه لا يعتبر مادة أفيونية بشكل صحيح للأسباب التالية:
1. كيميائيا ، ليس قلويد. و
2. لا يحتوي على خصائص أفيونية نموذجية: لا توجد تأثيرات مزيلة للقلق أو مثبطة للسعال. بدلا من ذلك هو مادة مهلوسة قوية.

| الببتيدات الأفيونية | الصور الجزيئية الهيكلية |
| ------------------- | ----------------------- |
| أدرينورفين          |                         |
| أميدورفين           |                         |
| كاسومورفين          |                         |
| دامجو               |                         |
| ديرمورفين           |                         |
| إندومورفين          |                         |
| مورفيسيبتين         |                         |
| نوسيسبتين           |                         |
| اوكتريوتيد          |                         |
| أوبيورفين           |                         |
| تريمو 5             |                         |

### المواد الأفيونية الذاتية
تشمل الببتيدات الأفيونية التي يتم إنتاجها في الجسم ما يلي:
- إندورفين.
- إنكيفالين.
- دينورفين.
- إندومورفين.

يتم التعبير عن Β- إندورفين في خلايا برو-أفيوميلانوكورتين (POMC) في النواة المقوسة، وفي جذع الدماغ وفي الخلايا المناعية، ويعمل من خلال مستقبلات الأفيون . β- إندورفين له تأثيرات عديدة، بما في ذلك السلوك الجنسي والشهية. يفرز β-الإندورفين أيضًا في الدورة الدموية من كورتيكوتروبس في الغدة النخامية والميلانوتروب. يتم التعبير عن α-نيو-الإندورفين أيضًا في خلايا POMC في النواة المقوسة.
يتم توزيع الميت-إنكيفالين على نطاق واسع في الجهاز العصبي المركزي وفي الخلايا المناعية ؛ [ميت] -إنكيفالين هو نتاج جين بروينكيفالين، ويعمل من خلال مستقبلات μ الأفيونية. يعمل ليو إنكيفالين، وهو أيضًا منتج من جين كالبين، من خلال مستقبلات δ-أفيوني المفعول.
يعمل الدينورفين من خلال مستقبلات بيتا أفيونية المفعول، ويتم توزيعه على نطاق واسع في الجهاز العصبي المركزي، بما في ذلك الحبل الشوكي وما تحت المهاد، بما في ذلك على وجه الخصوص النواة المقوسة وفي كل من الخلايا العصبية الأوكسيتوسين والفاسوبريسين في النواة فوق البصرية . يعمل إندومورفين من خلال مستقبلات μ-أفيوني المفعول، وهو أقوى من المواد الأفيونية الذاتية الأخرى في هذه المستقبلات.

### قلويدات الأفيون ومشتقاتها

#### قلويدات الأفيون
الفينانثرين الموجود بشكل طبيعي في (الأفيون):
- كودين
- مورفين
- ذيبايين
- Oripavine[269]

لا تزال محضرات قلويدات الأفيون المختلطة ، بما في ذلك بابافيريتوم، تستخدم في بعض الأحيان.

#### استرات المورفين
- دياسيتيل مورفين (ثنائي أسيتات المورفين ؛ هيروين)
- نيكومورفين (دينيكوتينات المورفين)
- ديبروبانويل مورفين (ديبروبيونات المورفين)
- دياسيتيالدييهيدرومورفين
- أسيتيل بروبيونيل مورفين
- ديسومورفين
- ميثيل ديسورفين
- ديبنزويل مورفين

#### اثيرات المورفين
- ثنائي هيدروكودايين
- إيثيل مورفين
- Heterocodeine

### مشتقات قلويد شبه اصطناعية
- بيوبرينورفين
- Etorphine
- هيدروكودون
- هيدرومورفين
- أوكسيكودون (sold as OxyContin)
- أوكسي مورفون

### المواد الأفيونية الاصطناعية

#### أنليدوبيبيريدين
- فينتانيل
- Alphamethylfentanyl
- ألفينتانيل  [لغات أخرى]‏
- سوفينتانيل
- رميفنتانيل
- كارفينتانيل
- Ohmefentanyl

#### فينيلبيبيريدين
- بيثيدين (meperidine)
- كيتوبيميدون
- MPPP
- Allylprodine
- برودين  [لغات أخرى]‏
- PEPAP
- Promedol  [لغات أخرى]‏

#### مشتقات ديفينيل بروبيلامين
- ديكستروبربوكسيفين
- ديكستروبربوكسيفين
- ديكستروموراميد
- Bezitramide
- بيريتراميد
- ميثادون
- Dipipanone
- Levomethadyl Acetate (LAAM)
- Difenoxin
- ديفينوكسيلات
- لوبيراميد (does cross the blood-brain barrier but is quickly pumped into the non-central nervous system by P-Glycoprotein. Mild opiate withdrawal in animal models exhibits this action after sustained and prolonged use including rhesus monkeys, mice, and rats.)

#### مشتقات بنزومورفان
- ديزوسين—agonist/antagonist
- بنتازوسين—agonist/antagonist
- فينازوسين

#### مشتقات اوريبافين
- بيوبرينورفين—partial agonist
- ثنائي هيدروايتورفين
- Etorphine

#### مشتقات المورفين
- بوتورفانول—agonist/antagonist
- نالبوفين—agonist/antagonist
- ليفورفانول
- Levomethorphan
- Racemethorphan

#### الآخرين
- Lefetamine
- منثول (Kappa-Opioid agonist)
- ميبتازينول
- Mitragynine
- تيليدين
- ترامادول
- تابينتادول
- Eluxadoline
- AP-237
- 7-Hydroxymitragynine

### المغيرات الخيفية
لا تنتمي المُعدِّلات الخيفية البسيطة إلى المواد الأفيونية ، وبدلاً من ذلك يتم تصنيفها على أنها مواد أفيونيات المفعول.

### مضادات الأفيون
- نالميفين
- نالوكسون
- نالتريكسون
- ميثيل نالتريكسون (Methylnaltrexone is only peripherally active as it does not cross the blood-brain barrier in sufficient quantities to be centrally active. As such, it can be considered the antithesis of لوبيراميد.)
- نالوكسيجيل (Naloxegol is only peripherally active as it does not cross the blood-brain barrier in sufficient quantities to be centrally active. As such, it can be considered the antitheses of لوبيراميد.)

## معرض صور

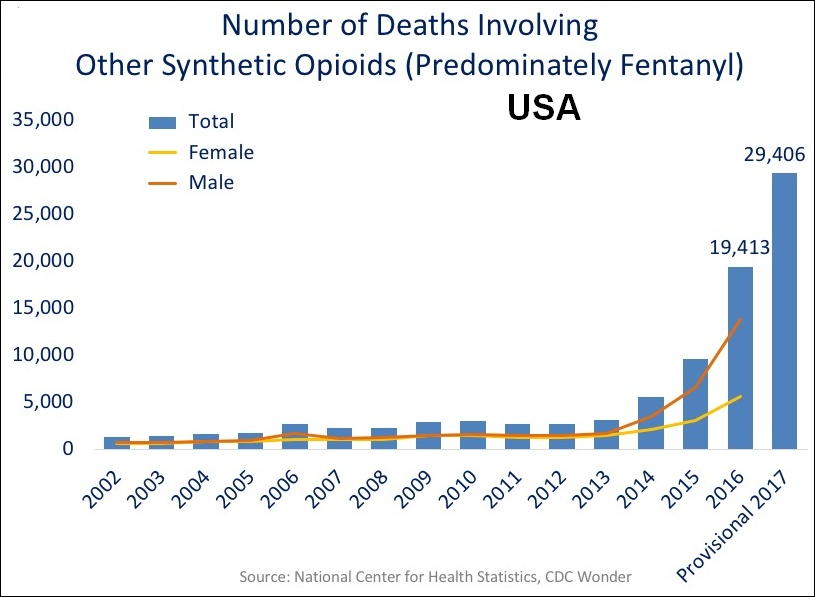
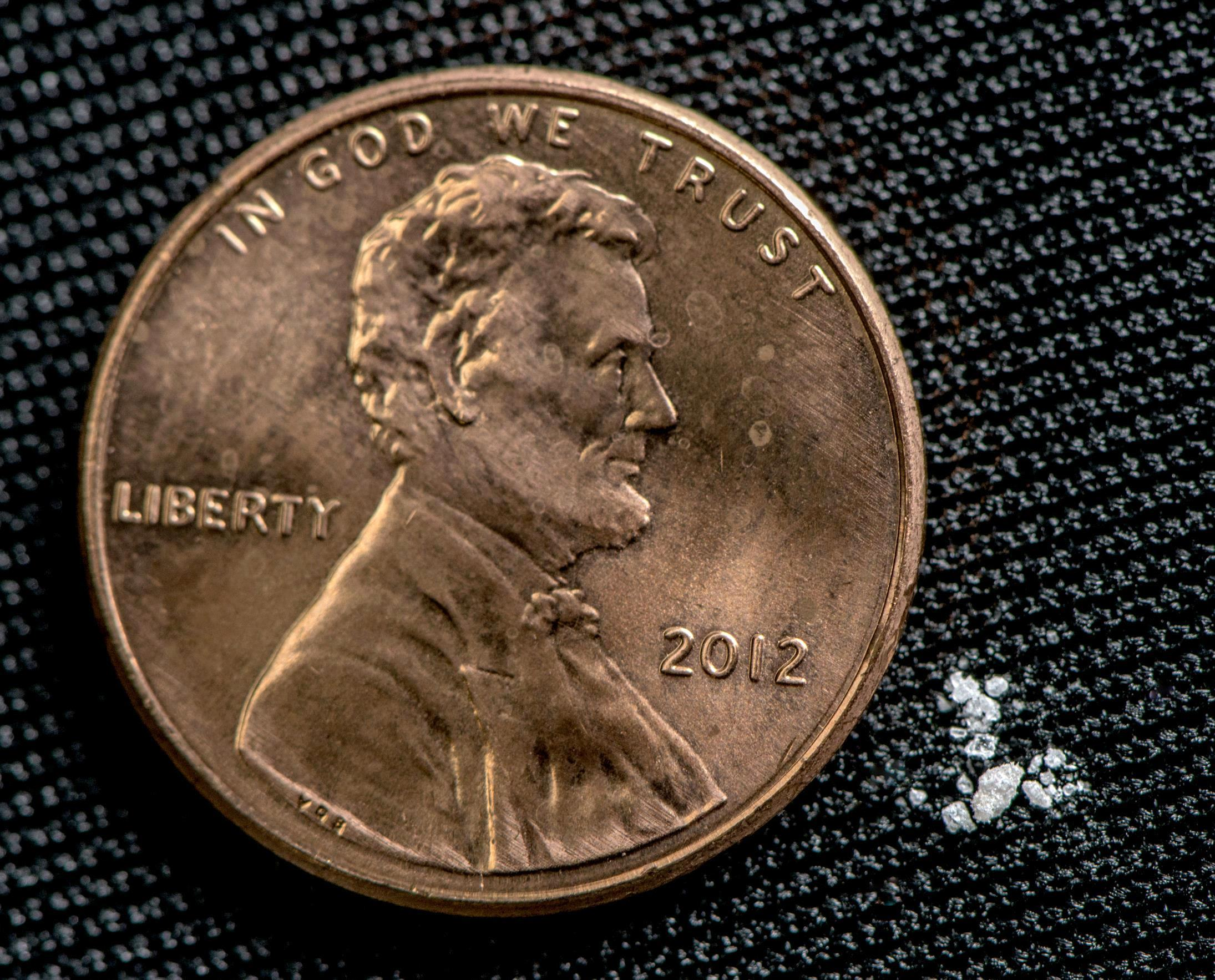
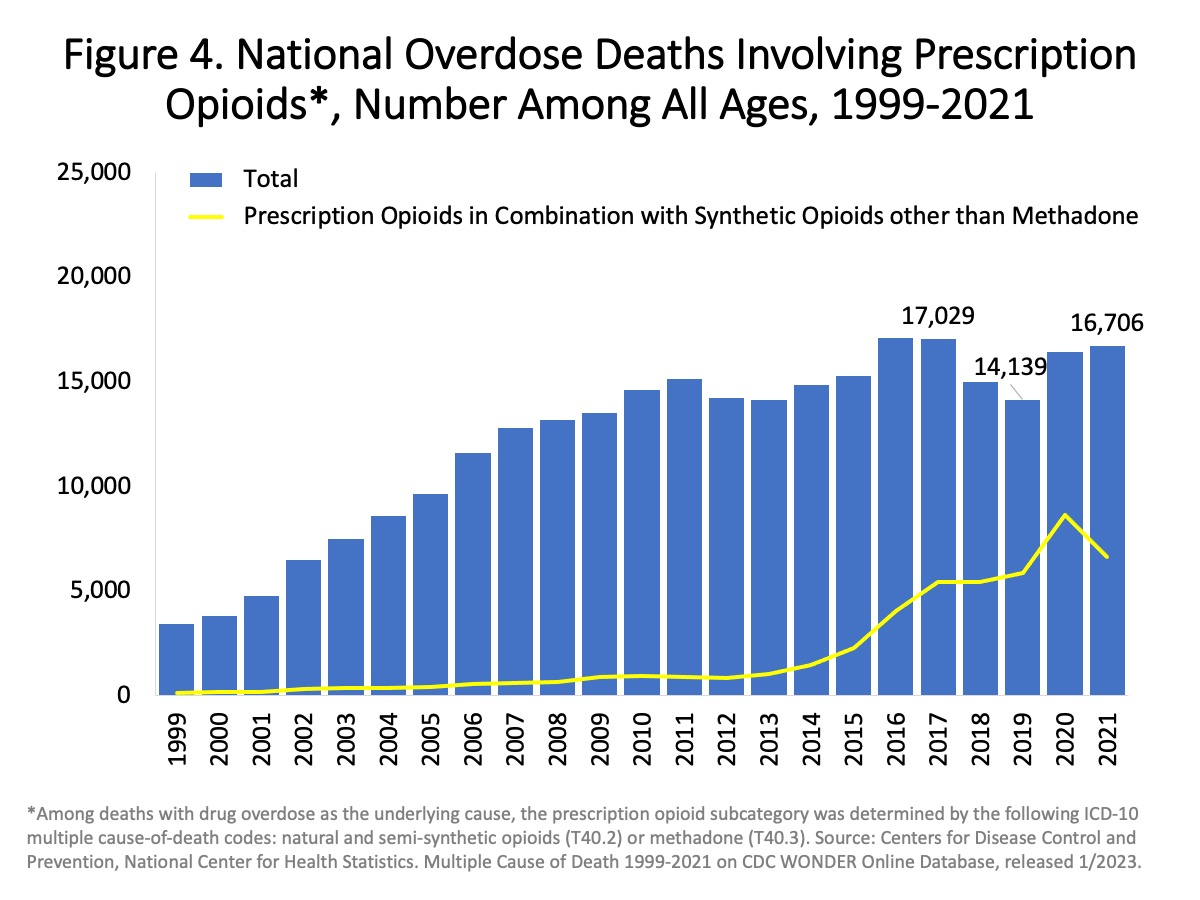
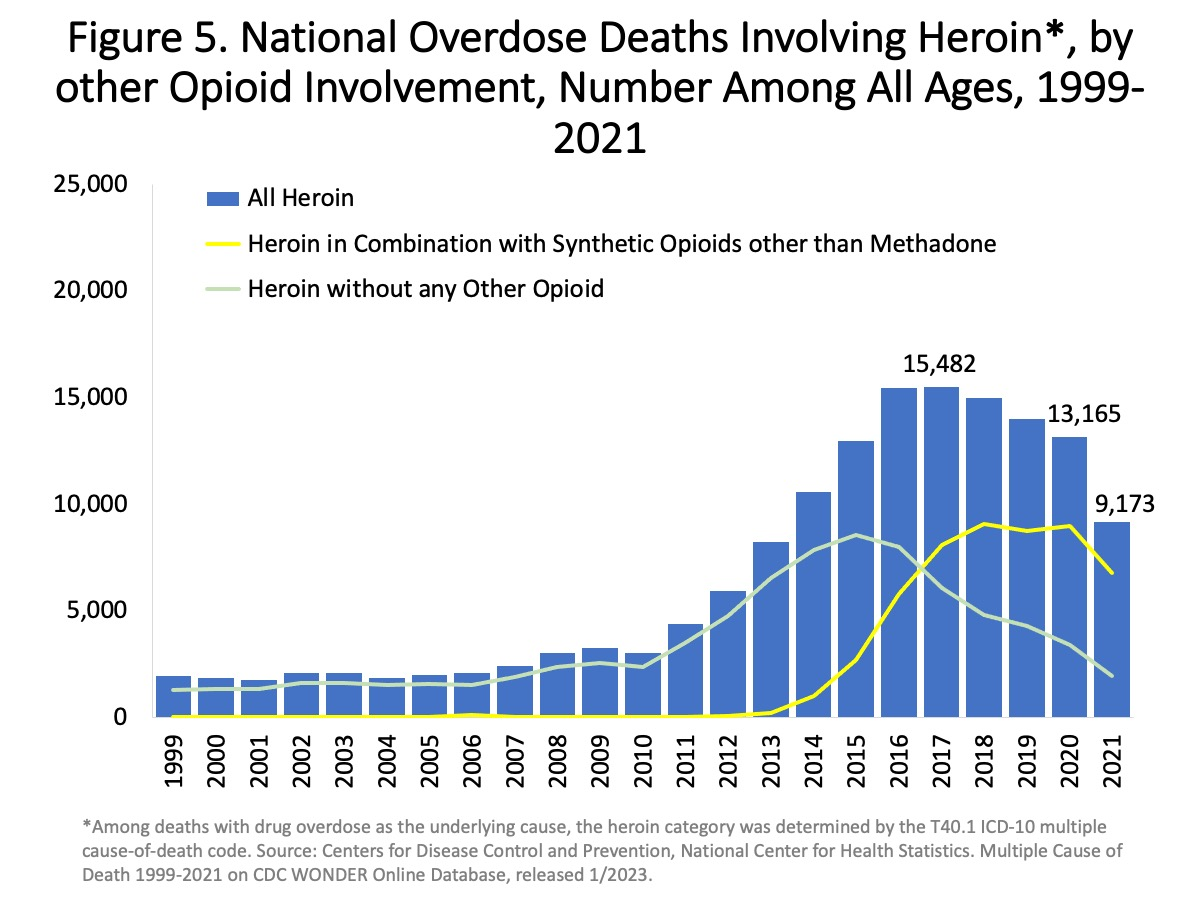
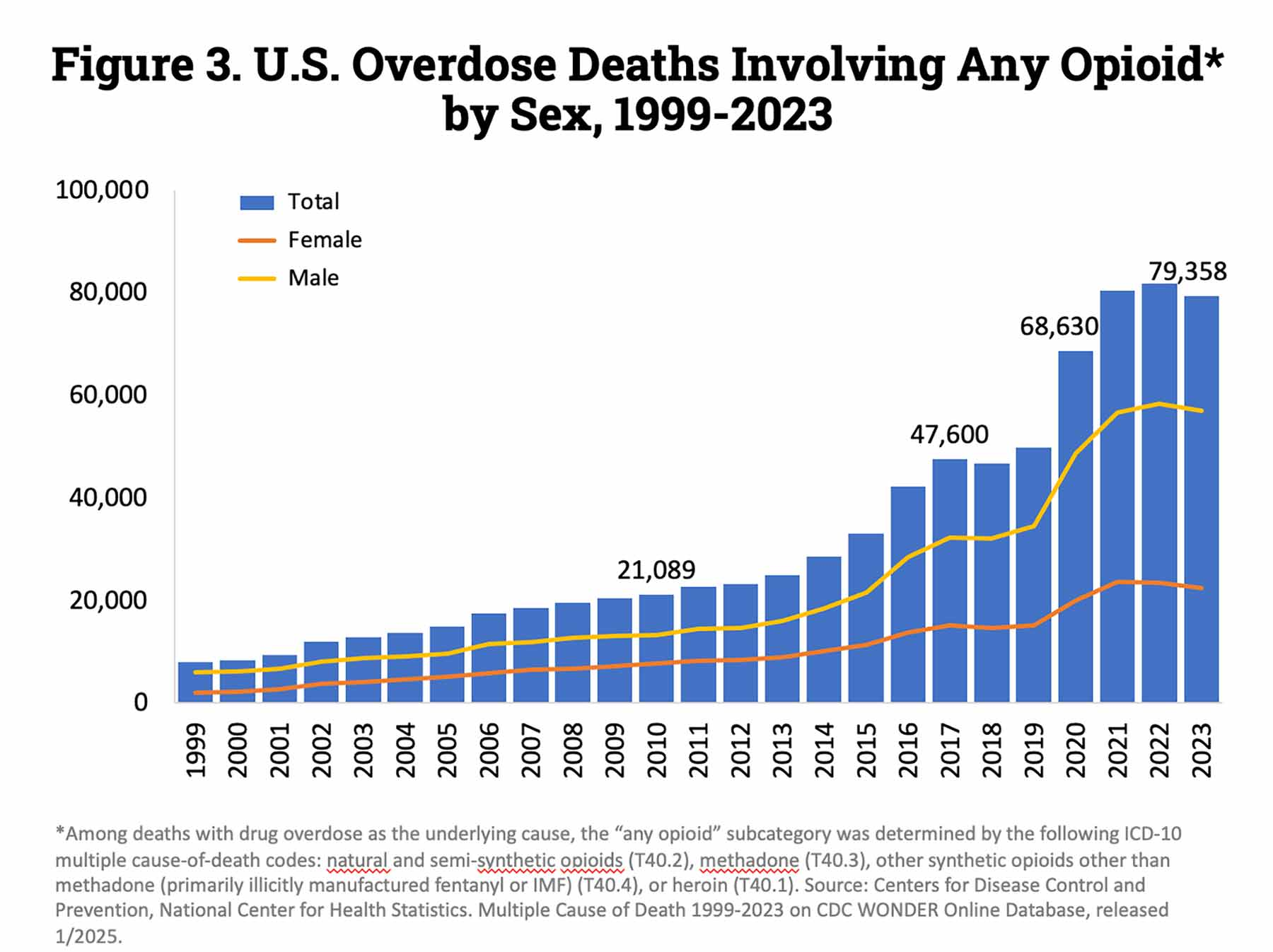

### جداول المواد الأفيونية

#### جدول أفيونيات المورفين
| \| Morphine \| 2,4-Dinitrophenylmorphine \| 6-MDDM \| Chlornaltrexamine \| Desomorphine \| \| Dihydromorphine \| Hydromorphinol \| Methyldesorphine \| N-Phenethylnormorphine \| RAM-378 \| \| 3,6-diesters of morphine \| \| \| \| \| \| Acetylpropionylmorphine \| Dihydroheroin \| Dibenzoylmorphine \| Dipropanoylmorphine \| Heroin \| \| Nicomorphine \| \| \| \| \| \| Codeine-dionine family \| \| \| \| \| \| Codeine \| 6-MAC \| Benzylmorphine \| Codeine methylbromide \| Dihydroheterocodeine \| \| Ethylmorphine \| Heterocodeine \| Pholcodine \| Myrophine \| Methyldihydromorphine \| \| Morphinones and morphols \| \| \| \| \| \| 14-Cinnamoyloxycodeinone \| 14-Ethoxymetopon \| 14-Methoxymetopon \| PPOM \| 7-Spiroindanyloxymorphone \| \| Acetylmorphone \| Codeinone \| Conorphone \| Codoxime \| Thebacon \| \| Hydrocodone \| Hydromorphone \| Metopon \| Morphinone \| N-Phenethyl-14-Ethoxymetopon \| \| Oxycodone \| Oxymorphone \| Pentamorphone \| Semorphone \| \| \| Various semi-synthetics \| \| \| \| \| \| Chloromorphide \| 14-Hydroxydihydrocodeine \| Acetyldihydrocodeine \| Dihydrocodeine \| Nalbuphine \| \| Nicocodeine \| Nicodicodeine \| Oxymorphazone \| 1-Iodomorphine \| \| \| Active opiate metabolites \| \| \| \| \| \| M6G \| 6-MAM \| Norcodeine \| Normorphine \| Morphine-N-oxide \| \| Synthetic morphinans \| \| \| \| \| \| Cyclorphan \| DXA \| Levorphanol \| Levophenacylmorphan \| Levomethorphan \| \| Norlevorphanol \| Oxilorphan \| Phenomorphan \| Furethylnorlevorphanol \| Xorphanol \| \| Butorphanol \| Cyprodime \| Drotebanol \| \| \| \| Orvinols & Oripavine derivatives \| \| \| \| \| \| 6,14-Endoethenotetrahydrooripavine \| 7-PET \| Acetorphine \| BU-48 \| Buprenorphine \| \| Cyprenorphine \| Dihydroetorphine \| Etorphine \| Norbuprenorphine \| Thienorphine \| \| Opioid antagonists & inverse agonists \| \| \| \| \| \| 5'-Guanidinonaltrindole \| Diprenorphine \| Levallorphan \| MNTX \| Nalfurafine \| \| Nalmefene \| Naloxazone \| Naloxone \| Nalorphine \| Naltrexone \| \| Naltriben \| Naltrindole \| 6β-Naltrexol-d4 \| 3-Iodobenzoyl Naltrexamine \| \| \| Morphinan dimers \| \| \| \| \| \| Pseudomorphine \| Naloxonazine \| Norbinaltorphimine \| Somniferine \| \| |                           |                      |                            |                              |
| Morphine | 2,4-Dinitrophenylmorphine | 6-MDDM               | Chlornaltrexamine          | Desomorphine                 |
| Dihydromorphine | Hydromorphinol            | Methyldesorphine     | N-Phenethylnormorphine     | RAM-378                      |
| 3,6-diesters of morphine |                           |                      |                            |                              |
| Acetylpropionylmorphine | Dihydroheroin             | Dibenzoylmorphine    | Dipropanoylmorphine        | Heroin                       |
| Nicomorphine |                           |                      |                            |                              |
| Codeine-dionine family |                           |                      |                            |                              |
| Codeine | 6-MAC                     | Benzylmorphine       | Codeine methylbromide      | Dihydroheterocodeine         |
| Ethylmorphine | Heterocodeine             | Pholcodine           | Myrophine                  | Methyldihydromorphine        |
| Morphinones and morphols |                           |                      |                            |                              |
| 14-Cinnamoyloxycodeinone | 14-Ethoxymetopon          | 14-Methoxymetopon    | PPOM                       | 7-Spiroindanyloxymorphone    |
| Acetylmorphone | Codeinone                 | Conorphone           | Codoxime                   | Thebacon                     |
| Hydrocodone | Hydromorphone             | Metopon              | Morphinone                 | N-Phenethyl-14-Ethoxymetopon |
| Oxycodone | Oxymorphone               | Pentamorphone        | Semorphone                 |                              |
| Various semi-synthetics |                           |                      |                            |                              |
| Chloromorphide | 14-Hydroxydihydrocodeine  | Acetyldihydrocodeine | Dihydrocodeine             | Nalbuphine                   |
| Nicocodeine | Nicodicodeine             | Oxymorphazone        | 1-Iodomorphine             |                              |
| Active opiate metabolites |                           |                      |                            |                              |
| M6G | 6-MAM                     | Norcodeine           | Normorphine                | Morphine-N-oxide             |
| Synthetic morphinans |                           |                      |                            |                              |
| Cyclorphan | DXA                       | Levorphanol          | Levophenacylmorphan        | Levomethorphan               |
| Norlevorphanol | Oxilorphan                | Phenomorphan         | Furethylnorlevorphanol     | Xorphanol                    |
| Butorphanol | Cyprodime                 | Drotebanol           |                            |                              |
| Orvinols & Oripavine derivatives |                           |                      |                            |                              |
| 6,14-Endoethenotetrahydrooripavine | 7-PET                     | Acetorphine          | BU-48                      | Buprenorphine                |
| Cyprenorphine | Dihydroetorphine          | Etorphine            | Norbuprenorphine           | Thienorphine                 |
| Opioid antagonists & inverse agonists |                           |                      |                            |                              |
| 5'-Guanidinonaltrindole | Diprenorphine             | Levallorphan         | MNTX                       | Nalfurafine                  |
| Nalmefene | Naloxazone                | Naloxone             | Nalorphine                 | Naltrexone                   |
| Naltriben | Naltrindole               | 6β-Naltrexol-d4      | 3-Iodobenzoyl Naltrexamine |                              |
| Morphinan dimers |                           |                      |                            |                              |
| Pseudomorphine | Naloxonazine              | Norbinaltorphimine   | Somniferine                |                              |

#### جدول المواد الأفيونية غير المورفين
| \| بنزومورفان \| بنزومورفان \| بنزومورفان \| بنزومورفان \| بنزومورفان \| \| \| --------------------------------- \| ---------------------- \| ------------------------------- \| ----------------------- \| --------------------- \| ------------- \| \| 8-CAC \| Alazocine \| Bremazocine \| Dezocine \| Ketazocine \| \| \| Metazocine \| Pentazocine \| Phenazocine \| Cyclazocine \| \| \| \| 4-فينيل بيبيريدين \| \| \| \| \| \| \| 4-Fluoromeperidine \| Allylnorpethidine \| Anileridine \| Benzethidine \| Carperidine \| \| \| Difenoxin \| Diphenoxylate \| Etoxeridine \| Furethidine \| Hydroxypethidine \| \| \| Morpheridine \| OPPPP \| Oxpheneridine \| Pethidine \| Pheneridine \| Phenoperidine \| \| Piminodine \| Properidine \| Sameridine \| Allylprodine \| α-Meprodine \| \| \| MPPP \| PEPAP \| α-Prodine \| Prosidol \| Trimeperidine \| \| \| Acetoxyketobemidone \| Droxypropine \| Ketobemidone \| Methylketobemidone \| Propylketobemidone \| \| \| Alvimopan \| Loperamide \| Picenadol \| \| \| \| \| المواد الأفيونية المفتوحة السلسلة \| \| \| \| \| \| \| Dipipanone \| Methadone \| Normethadone \| Nufenoxole \| Phenadoxone \| Dimepheptanol \| \| Levacetylmethadol \| Dextromoramide \| Levomoramide \| Racemoramide \| Diethylthiambutene \| \| \| Dimethylthiambutene \| Ethylmethylthiambutene \| Piperidylthiambutene \| Pyrrolidinylthiambutene \| Thiambutene \| \| \| Tipepidine \| Dextropropoxyphene \| Dimenoxadol \| Dioxaphetyl butyrate \| Levopropoxyphene \| \| \| Norpropoxyphene \| Diampromide \| Phenampromide \| Propiram \| Methiodone \| \| \| Isoaminile \| Lefetamine \| R-4066 \| \| \| \| \| أنليدوبيبيريدين \| \| \| \| \| \| \| 3-Allylfentanyl \| 3-Methylfentanyl \| 3-Methylthiofentanyl \| 4-Phenylfentanyl \| Alfentanil \| \| \| α-Methylacetylfentanyl \| α-Methylfentanyl \| α-Methylthiofentanyl \| β-Hydroxyfentanyl \| β-Hydroxythiofentanyl \| \| \| β-Methylfentanyl \| Brifentanil \| كارفينتانيل \| Fentanyl \| Lofentanil \| \| \| Mirfentanil \| Ocfentanil \| Ohmefentanyl \| Parafluorofentanyl \| Phenaridine \| \| \| Remifentanil \| Sufentanil \| Thiofentanyl \| Trefentanil \| \| \| \| Various others \| \| \| \| \| \| \| Ethoheptazine \| Metheptazine \| Metethoheptazine \| Proheptazine \| Bezitramide \| \| \| Piritramide \| Clonitazene \| Etonitazene \| 18-MC \| 7-Hydroxymitragynine \| \| \| Akuammine \| Eseroline \| Hodgkinsine \| Mitragynine \| Pericine \| \| \| BW373U86 \| DPI-221 \| DPI-287 \| DPI-3290 \| SNC-80 \| \| \| AD-1211 \| AH-7921 \| Azaprocin \| Bromadol \| BRL-52537 \| \| \| Bromadoline \| C-8813 \| Ciramadol \| Doxpicomine \| Enadoline \| \| \| Faxeladol \| GR-89696 \| Herkinorin \| ICI-199441 \| ICI-204448 \| \| \| J-113397 \| JTC-801 \| LPK-26 \| Methopholine \| MT-45 \| \| \| NDMC \| NNC 63-0532 \| Nortilidine \| O-Desmethyltramadol \| Prodilidine \| \| \| Profadol \| Ro64-6198 \| SB-612111 \| SC-17599 \| RWJ-394674 \| \| \| TAN-67 \| Tapentadol \| Tifluadom \| Tramadol \| Trimebutine \| \| \| U-50488 \| U-69593 \| Viminol \| W-18 \| Alvimopan \| \| \| JDTic \| MCOPPB \| Beta-amine ketone 'compound 29' \| \| \| \| |                        |                                 |                         |                       |               |
| بنزومورفان |                        |                                 |                         |                       |               |
| 8-CAC | Alazocine              | Bremazocine                     | Dezocine                | Ketazocine            |               |
| Metazocine | Pentazocine            | Phenazocine                     | Cyclazocine             |                       |               |
| 4-فينيل بيبيريدين |                        |                                 |                         |                       |               |
| 4-Fluoromeperidine | Allylnorpethidine      | Anileridine                     | Benzethidine            | Carperidine           |               |
| Difenoxin | Diphenoxylate          | Etoxeridine                     | Furethidine             | Hydroxypethidine      |               |
| Morpheridine | OPPPP                  | Oxpheneridine                   | Pethidine               | Pheneridine           | Phenoperidine |
| Piminodine | Properidine            | Sameridine                      | Allylprodine            | α-Meprodine           |               |
| MPPP | PEPAP                  | α-Prodine                       | Prosidol                | Trimeperidine         |               |
| Acetoxyketobemidone | Droxypropine           | Ketobemidone                    | Methylketobemidone      | Propylketobemidone    |               |
| Alvimopan | Loperamide             | Picenadol                       |                         |                       |               |
| المواد الأفيونية المفتوحة السلسلة |                        |                                 |                         |                       |               |
| Dipipanone | Methadone              | Normethadone                    | Nufenoxole              | Phenadoxone           | Dimepheptanol |
| Levacetylmethadol | Dextromoramide         | Levomoramide                    | Racemoramide            | Diethylthiambutene    |               |
| Dimethylthiambutene | Ethylmethylthiambutene | Piperidylthiambutene            | Pyrrolidinylthiambutene | Thiambutene           |               |
| Tipepidine | Dextropropoxyphene     | Dimenoxadol                     | Dioxaphetyl butyrate    | Levopropoxyphene      |               |
| Norpropoxyphene | Diampromide            | Phenampromide                   | Propiram                | Methiodone            |               |
| Isoaminile | Lefetamine             | R-4066                          |                         |                       |               |
| أنليدوبيبيريدين |                        |                                 |                         |                       |               |
| 3-Allylfentanyl | 3-Methylfentanyl       | 3-Methylthiofentanyl            | 4-Phenylfentanyl        | Alfentanil            |               |
| α-Methylacetylfentanyl | α-Methylfentanyl       | α-Methylthiofentanyl            | β-Hydroxyfentanyl       | β-Hydroxythiofentanyl |               |
| β-Methylfentanyl | Brifentanil            | كارفينتانيل                     | Fentanyl                | Lofentanil            |               |
| Mirfentanil | Ocfentanil             | Ohmefentanyl                    | Parafluorofentanyl      | Phenaridine           |               |
| Remifentanil | Sufentanil             | Thiofentanyl                    | Trefentanil             |                       |               |
| Various others |                        |                                 |                         |                       |               |
| Ethoheptazine | Metheptazine           | Metethoheptazine                | Proheptazine            | Bezitramide           |               |
| Piritramide | Clonitazene            | Etonitazene                     | 18-MC                   | 7-Hydroxymitragynine  |               |
| Akuammine | Eseroline              | Hodgkinsine                     | Mitragynine             | Pericine              |               |
| BW373U86 | DPI-221                | DPI-287                         | DPI-3290                | SNC-80                |               |
| AD-1211 | AH-7921                | Azaprocin                       | Bromadol                | BRL-52537             |               |
| Bromadoline | C-8813                 | Ciramadol                       | Doxpicomine             | Enadoline             |               |
| Faxeladol | GR-89696               | Herkinorin                      | ICI-199441              | ICI-204448            |               |
| J-113397 | JTC-801                | LPK-26                          | Methopholine            | MT-45                 |               |
| NDMC | NNC 63-0532            | Nortilidine                     | O-Desmethyltramadol     | Prodilidine           |               |
| Profadol | Ro64-6198              | SB-612111                       | SC-17599                | RWJ-394674            |               |
| TAN-67 | Tapentadol             | Tifluadom                       | Tramadol                | Trimebutine           |               |
| U-50488 | U-69593                | Viminol                         | W-18                    | Alvimopan             |               |
| JDTic | MCOPPB                 | Beta-amine ketone 'compound 29' |                         |                       |               |